# Geschichte der Stadt Kronach

Wappen der Stadt Kronach

Die Geschichte der Stadt Kronach beginnt vermutlich im achten oder neunten nachchristlichen Jahrhundert; dokumentiert ist sie seit der ersten urkundlichen Erwähnung Kronachs im Jahr 1003. Die Stadtgeschichte ist deutlich von der jahrhundertelangen Zugehörigkeit zum katholischen Hochstift Bamberg und der damit verbundenen Grenzlage zum protestantischen Kurfürstentum Sachsen geprägt. Als nördliches Bollwerk im Herrschaftsgebiet der Bamberger Fürstbischöfe wurde die oberhalb der Stadt gelegene Burg Rosenberg, die Mitte des 13. Jahrhunderts erstmals urkundlich erwähnt wurde, zu einer frühneuzeitlichen Schlossfestung ausgebaut.

## Urgeschichte

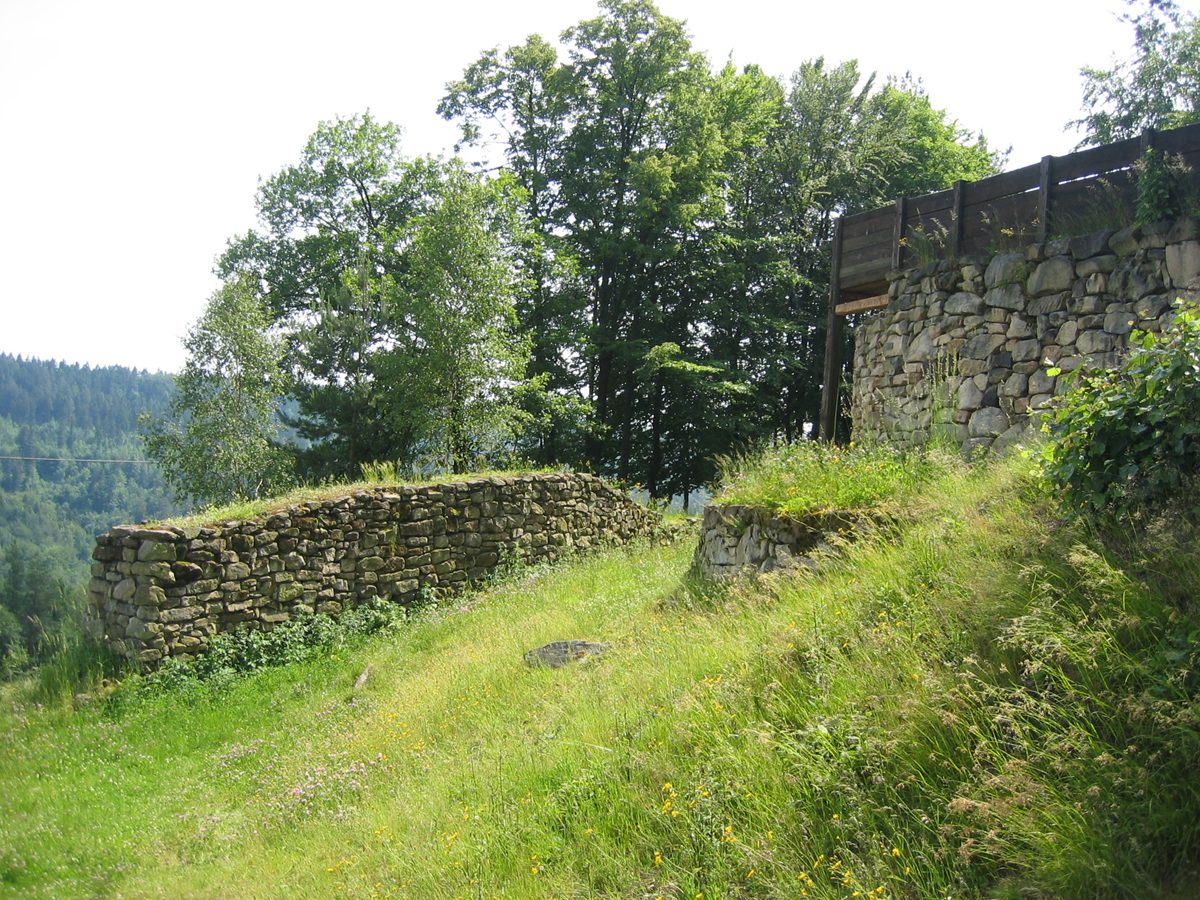
Heunischenburg

Geröllgeräte aus Schottern der Haßlach und der Rodach, die vor allem nordöstlich von Hummendorf, einem Gemeindeteil von Weißenbrunn, südwestlich der Wachtersmühle und auf dem östlich der Kronacher Kernstadt gelegenen Kreuzberg gefunden wurden, belegen die Besiedlung des heutigen Landkreises Kronach schon während des Mittelpaläolithikums. Die Funde gehören damit zu den ältesten Steingeräten in der Gegend. Etwa vier Kilometer westlich der Kernstadt, in der Nähe des Gemeindeteils Gehülz, befindet sich die Heunischenburg, eine steinerne Befestigung der späten Urnenfelderzeit. Mit der Blütezeit im neunten vorchristlichen Jahrhundert handelt es sich dabei um die älteste aus Stein gebaute Befestigungsanlage nördlich der Alpen, die heute bekannt und archäologisch untersucht ist.

## Mittelalter
Kronach entstand vermutlich im achten oder neunten nachchristlichen Jahrhundert. Unklar ist, ob sich diese Ansiedlung tatsächlich im Bereich der heutigen Kernstadt befand, da die ältesten dort gemachten Funde lediglich aus dem 13. oder 14. Jahrhundert stammen. Forschungen, die 2019 einer breiteren Öffentlichkeit bekannt wurden, deuten darauf hin, dass der Ort Kronach seinen Ursprung möglicherweise rund drei Kilometer weiter nördlich zwischen den heutigen Stadtteilen Birkach und Friesen hatte. Dort, auf einem Flurstück namens Eichelberg, wurden 1989 von einem Hobbyarchäologen bei der Begehung einer Ackerfläche Tonscherben entdeckt, die zum Teil auf das achte oder neunte Jahrhundert datiert wurden. Die zuständigen Behörden maßen den Funden zunächst jedoch keine größere Bedeutung bei, da man sie für die Reste einer rein bäuerlich geprägten Siedlung hielt, möglicherweise der Wüstung „Aychelperg“, die im Urbar B des Bistums Bamberg von 1323 Erwähnung fand.
Mit Genehmigung des Landesamts für Denkmalpflege führte der Hobbyarchäologe eine Sondierungsgrabung durch, die die steinernen Überreste einer salischen Turmburg aus dem 12. Jahrhundert und weitere Artefakte zutage förderte. Eine weitere Grabung, die nun mit Unterstützung des Denkmalpflegeamts und der Universität Bamberg erfolgte, führte kurz darauf zur Entdeckung eines zweiten Steinfundaments. Zwischen 1992 und 2000 wurden zahlreiche weitere Fundstücke ergraben, die bis ins achte Jahrhundert datiert wurden. Teilweise waren dies Utensilien, die zum Inventar eines Ritters gehörten, was als Beleg dafür gilt, dass es sich bei der Ausgrabungsstelle um den ehemaligen Sitz eines Adeligen handelte. Allerdings konnten die gefundenen Gruben und Pfostenlöcher nur in wenigen Fällen eindeutig Gebäudegrundrissen zugeordnet werden.
Eine im Frühjahr 2021 durchgeführte Magnetometer-Prospektion zeigte hingegen mehrere rechteckige oder runde Strukturen, bei denen es sich wahrscheinlich um ehemalige Gebäudestandorte handelte. Die Untersuchungen deuteten auf eine ursprünglich rund 1,5 Hektar große Ansiedlung hin, die von einer Grabenbefestigung umgeben war und im Laufe der Zeit auf eine Fläche von mindestens 4,5 Hektar erweitert wurde. Diese Siedlung, die ihren Namen vermutlich von dem daran vorbeifließenden Gewässer übernommen hatte, wurde wahrscheinlich bereits im Jahr 772 in einer für das Kloster Fulda ausgestellten Schenkungsurkunde als „villa cranaha“ erstmals namentlich erwähnt. Kronach wäre damit einer der ältesten archäologisch nachweisbaren Orte in Deutschland. Die Stadt an ihrem heutigen Standort entstand somit möglicherweise im Laufe der Stadtgründungen des Mittelalters als Planstadt, als die ursprüngliche Siedlung, die wohl bereits Marktrechte besaß, um das Jahr 1400 aufgegeben und um etwa drei Kilometer nach Süden auf den Bergsporn des Rosenbergs verlegt wurde.
Bislang wird jedoch die Nennung der „urbs crana“ im Jahr 1003 in der Chronik des Thietmar von Merseburg noch als erste urkundliche Erwähnung von Kronach angesehen: Markgraf Heinrich von Schweinfurt, zu dessen Besitz der Ort gehörte, ließ im Zuge einer Auseinandersetzung mit König Heinrich II., der sogenannten Schweinfurter Fehde, eine dort errichtete Mittelpunktsburg niederbrennen, bevor er zu seinem Verbündeten Bolesław Chrobry nach Böhmen floh. Die zerstörte Burg stand möglicherweise auf dem Bergsporn zwischen den Flüssen Haßlach und Kronach, auf dem sich heute die Kronacher Altstadt befindet; archäologisch konnte dies jedoch bislang nicht nachgewiesen werden. Die zu der Befestigung gehörende Ansiedlung wurde vermutlich nicht mit zerstört.
Nach dem Aussterben der männlichen Linie des Hauses Schweinfurt im Jahr 1057 befanden sich die Gebiete um Kronach zunächst im Besitz des böhmischen Herzogs Břetislav I., der mit Judith, einer Tochter des Markgrafen Heinrich verheiratet war. Deren Enkel Udalrich trat die Gebiete 1099 an Kaiser Heinrich IV. ab, da sie zu weit von seinem eigentlichen Herrschaftsraum entfernt waren. Im Jahr 1122 schenkte Heinrich V., der Sohn Heinrichs IV., Kronach und die umliegenden Gebiete, das sogenannte „praedium crana“, dem Bistum Bamberg. Dies geschah als Dank für die Vermittlertätigkeit des Bamberger Bischofs Otto I. beim Wormser Konkordat, mit dem der Investiturstreit zwischen dem Kaiser und Papst Calixt II. beigelegt wurde.
Wenige Jahre später entstanden unter Otto I. möglicherweise die Anfänge der oberhalb der Stadt gelegenen und in den folgenden Jahrhunderten zur barocken Festung ausgebauten Burg Rosenberg: Laut Verzeichnis des Klosters Michelsberg in Bamberg ließ der Bischof um 1130 bei Kronach ein „steinernes Haus und einen Turm“ errichten. Ob diese Bauwerke tatsächlich auf dem Rosenberg im Bereich der heutigen Festungsanlage standen, konnte archäologisch jedoch bislang nicht belegt werden. Eventuell handelte es sich bei den 1989 nördlich der Kernstadt entdeckten Steinfundamenten um die Überreste dieser Gebäude.
Die Bamberger Fürstbischöfe behielten bis zur Säkularisation des Hochstifts Bamberg in den Jahren 1802/1803 die Herrschaft über Kronach, das ab 1500 auch im Fränkischen Reichskreis lag.

### Stadterhebung
Der genaue Zeitpunkt der Stadterhebung Kronachs ist nicht überliefert. Jedoch wurden die Bewohner im sogenannten Langenstadter Vertrag vom 14. Dezember 1260, mit dem die Rückgabe des zeitweilig an Otto II. von Schaumberg verpfändeten Ortes und seines Umlandes an das Hochstift Bamberg geregelt wurde, als „Bürger“ (lat. cives) bezeichnet. Diese Formulierung deutet darauf hin, dass Kronach zu diesem Zeitpunkt bereits im Besitz der Stadtrechte war. Da in dem Vertrag nicht erwähnt wurde, dass sich der Stand der Kronacher in der jüngeren Vergangenheit verändert hätte, dürfte die Verleihung der entsprechenden Rechte bereits um das Jahr 1250 erfolgt sein.

### Hussitenkriege
Während der Hussitenkriege wurde Kronach im Jahr 1430 von einer Heeresabteilung der Hussiten angegriffen und belagert. Um die Angreifer zu vertreiben, steckten die Bürger der sogenannten Oberen Stadt, der heutigen Altstadt, die eigene Vorstadt um das Spital in Brand. Dies war wohl nicht mit deren Bewohnern abgesprochen und führte zu lange anhaltenden Streitigkeiten zwischen beiden Stadtteilen, die erst durch den Bamberger Landesherrn Friedrich III. von Aufseß geschlichtet wurden, indem er den Bewohnern der Vorstadt 1431 Steuernachlässe und eine nicht genau benannte Teilhabe am Stadtrat gewährte. Mit einer weiteren Urkunde des Bischofs aus dem Jahr 1439 wurden die bislang nicht als Bürger geltenden Vorstädter rechtlich den Bewohnern der Oberen Stadt annähernd gleichgestellt; die drei Vorstädte wurden offiziell Bestandteil der Stadt Kronach. Die Obere Stadt behielt jedoch zahlreiche Privilegien, die den Vorstädtern weiterhin verwehrt blieben, wie etwa das Recht zum Bierbrauen und zum Ausschank von Bier und Wein.

## 16. Jahrhundert

### Bauernkrieg
Während des Deutschen Bauernkrieges befand sich Kronach 1525 einige Zeit in der Hand der aufständischen Bauern: Rat und Bürger beteiligten sich unter Führung des fürstbischöflichen Kastners Kunz Dietmann an dem Aufruhr und übergaben Stadt und Burg in Abwesenheit des Burghauptmanns kampflos. Das Aufbegehren der Kronacher richtete sich jedoch vor allem gegen die Ritterschaft und nicht gegen den Bamberger Landesherrn Weigand von Redwitz, der bis zuletzt mit den Aufständischen in seinem Herrschaftsgebiet verhandelte. Bedingung für die Übergabe von Stadt und Burg war, dass die Burg Rosenberg verschont werden sollte; zahlreiche Burgen, Schlösser und Klöster in der Umgebung wurden jedoch – unter Beteiligung der Aufständischen aus Kronach – geplündert und zerstört.
Nachdem das Heer des Schwäbischen Bundes am 19. Juni 1525 bereits die Stadt Bamberg eingenommen und den Aufstand dort niedergeschlagen hatte, wurden am 25. Juni schließlich Kronach und die Burg Rosenberg besetzt. Fürstbischof Weigand von Redwitz ließ vier Anführer des Aufstandes in Kronach hinrichten, die Stadt wurde als Entschädigung für die verursachten Schäden mit einer Strafzahlung in Höhe von 2000 Gulden belegt. Dietmann sollte ebenfalls hingerichtet werden, die Strafe wurde jedoch auf die Zahlung von 800 Gulden reduziert, nachdem sich zahlreiche Kronacher Adelige bei von Redwitz für den Kastner eingesetzt hatten.

### Zweiter Markgrafenkrieg

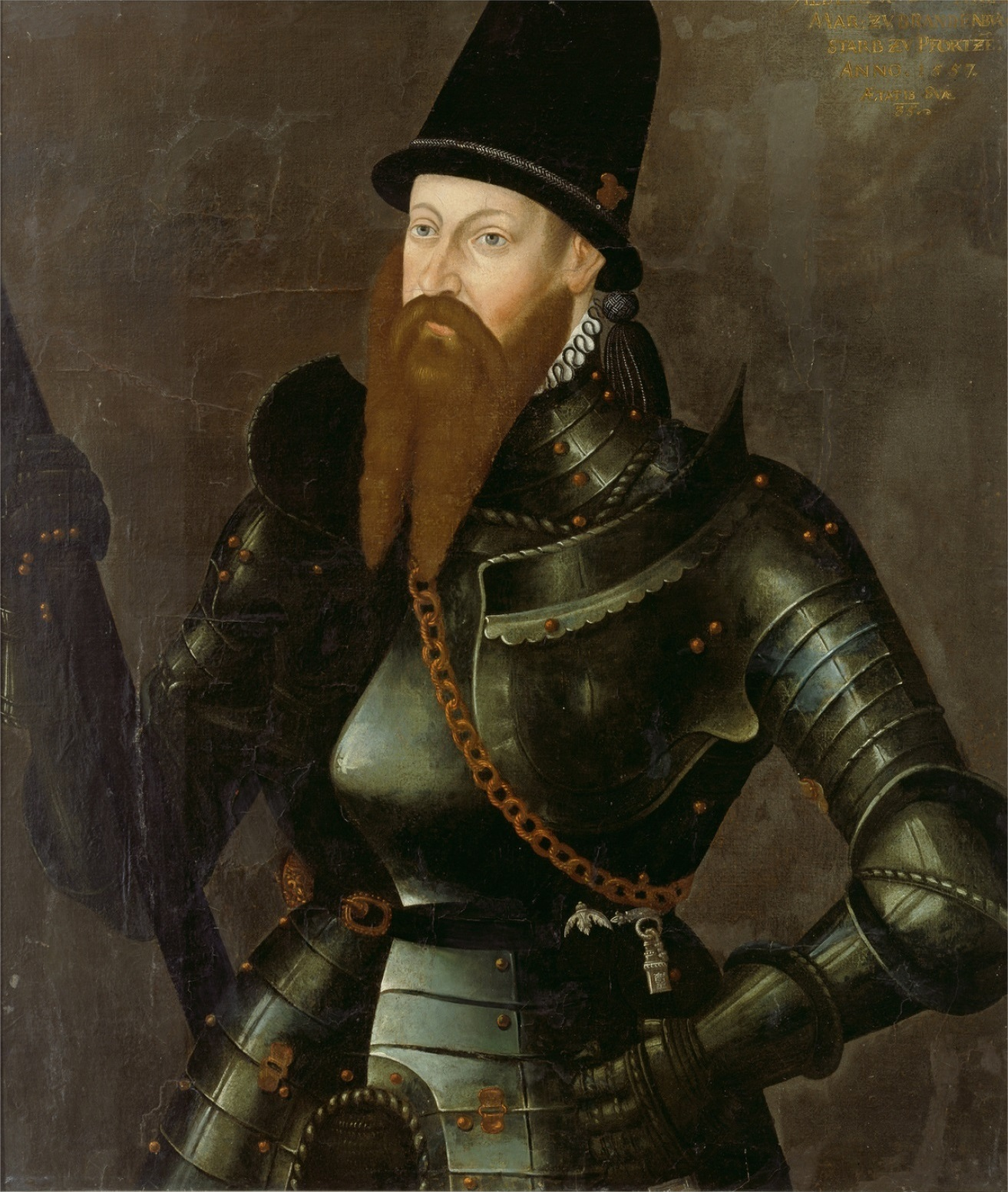
Zeitgenössische Darstellung des Markgrafen Albrecht II. Alcibiades

Bereits wenige Jahrzehnte nach dem Bauernkrieg musste sich die Stadt Kronach im Zweiten Markgrafenkrieg erneut eines Angreifers erwehren. Albrecht II. Alcibiades, Markgraf von Brandenburg-Kulmbach, versuchte sein Einflussgebiet in Franken zu vergrößern und bekämpfte hierzu seine fränkischen Nachbarn, vor allem die beiden katholischen Hochstifte Bamberg und Würzburg. Dem Markgrafen gelang unter anderem die Einnahme der Stadt Forchheim im Süden des Hochstifts Bamberg. Danach bedrohte er die nicht durch eine Stadtbefestigung geschützte Bischofsstadt Bamberg, die sich schließlich am 19. Mai 1552 geschlagen geben musste.
Nachdem die Truppen des Markgrafen bereits im September 1552 Dörfer in der Kronacher Umgebung überfallen und ausgeraubt hatten, fielen sie im Juni 1553 im Norden des heutigen Landkreises Kronach ein und bedrohten unter anderem die Stadt Teuschnitz, die mehrfach zur Zahlung höherer Geldsummen gezwungen wurde, um eine Plünderung zu verhindern. Von Teuschnitz aus zog Alcibiades im Oktober 1553 mit einem 300 bis 400 Mann starken Heer im Tal der Haßlach nach Süden, marschierte am 10. Oktober 1553 vor Kronach auf und forderte die Übergabe der Stadt. Da sich die Kronacher weigerten und eine Belagerung der befestigten Stadt mit seiner relativ kleinen Truppe nicht möglich war, musste der Markgraf unverrichteter Dinge abziehen.
Einige Monate später wurde Alcibiades vom sogenannten Bundesständischen Heer, das durch den Zusammenschluss mehrerer deutscher Fürsten entstanden war, vernichtend geschlagen. Seine Residenzstadt Kulmbach wurde nach kurzer Belagerung am 26. November 1553 völlig zerstört; die verbliebenen Truppen in der Stadt zogen sich in die Plassenburg zurück und kapitulierten nach mehrmonatiger Belagerung am 21. Juni 1554. Der Krieg endete mit der Flucht des Markgrafen nach Frankreich.

### Reformation und Gegenreformation
Mit Beginn der Reformation im 16. Jahrhundert wandten sich in den Gebieten des Hochstifts Bamberg zunehmend Geistliche und Bevölkerung dem protestantischen Glauben zu. Neben mehreren Orten im Raum Kronach, die noch heute überwiegend evangelisch geprägt sind, betraf dies auch die Stadt Kronach selbst, wo zwar die Pfarrei weiterhin katholisch blieb, die Bevölkerung jedoch mehrheitlich der neuen Glaubenslehre folgte. Nachdem diese Entwicklung im Hochstift zunächst lange Zeit geduldet worden war, trieb die katholische Kirche ab dem Ende des 16. Jahrhunderts im Zuge der Gegenreformation die Rekatholisierung der eigenen Gebiete voran. Gemäß der Formel cuius regio, eius religio, einer Kurzform des im Augsburger Religionsfrieden festgelegten Rechtsprinzips, wurden die protestantischen Bevölkerungsteile dazu aufgefordert, sich wieder zum katholischen Glauben ihres Landesherrn zu bekennen oder in eines der benachbarten protestantischen Gebiete auszuwandern. Im Jahr 1616 waren die Bürger von Kronach bis auf wenige Ausnahmen wieder katholisch und blieben dies bis zur Säkularisation des Hochstifts in den Jahren 1802/1803. Protestanten konnten in dieser Zeit keine Bürgerrechte in Kronach erwerben.

## 17. Jahrhundert

### Hexenverfolgung
Vom Ende des 16. Jahrhunderts bis in die 1630er Jahre war das Hochstift Bamberg ein Kerngebiet der Hexenverfolgung. Vor allem unter der Regentschaft der Fürstbischöfe Johann Gottfried I. von Aschhausen (reg. 1609–1622) und Johann Georg II. Fuchs von Dornheim (reg. 1623–1633) wurden unzählige Frauen und Männer inhaftiert, gefoltert und hingerichtet. Der erste eigentliche Hexereiprozess in Kronach fand 1580 statt und endete noch vergleichsweise milde mit der Landesverweisung der beiden angeklagten Männer. Viele Beschuldigte wurden jedoch auch hier zum Tod auf dem Scheiterhaufen verurteilt. Ein Ende fanden die Verfolgungen erst während des Dreißigjährigen Krieges mit dem Einmarsch schwedischer Truppen in Bamberg.

### Dreißigjähriger Krieg

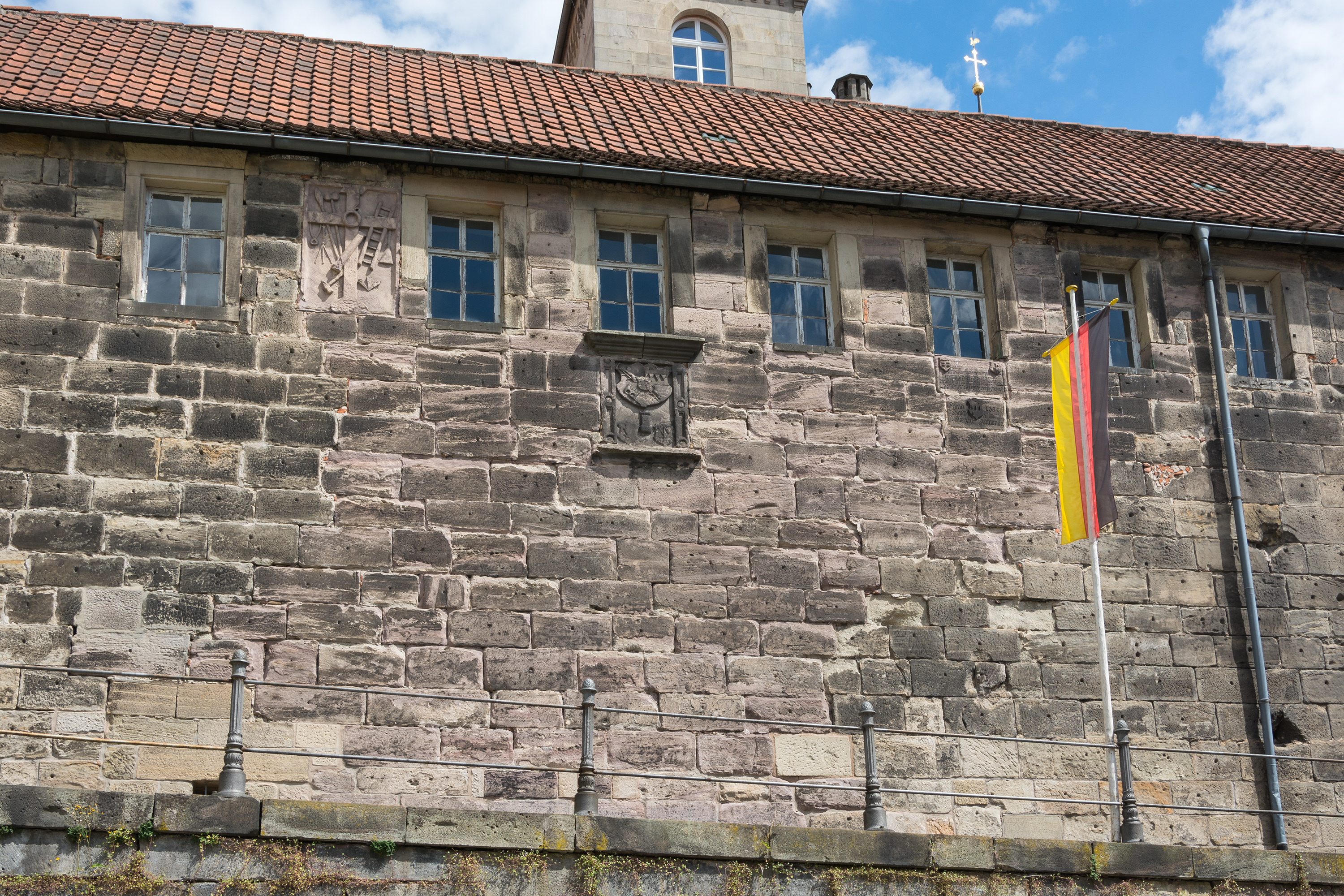
„Schwedenbresche“ in der Stadtmauer

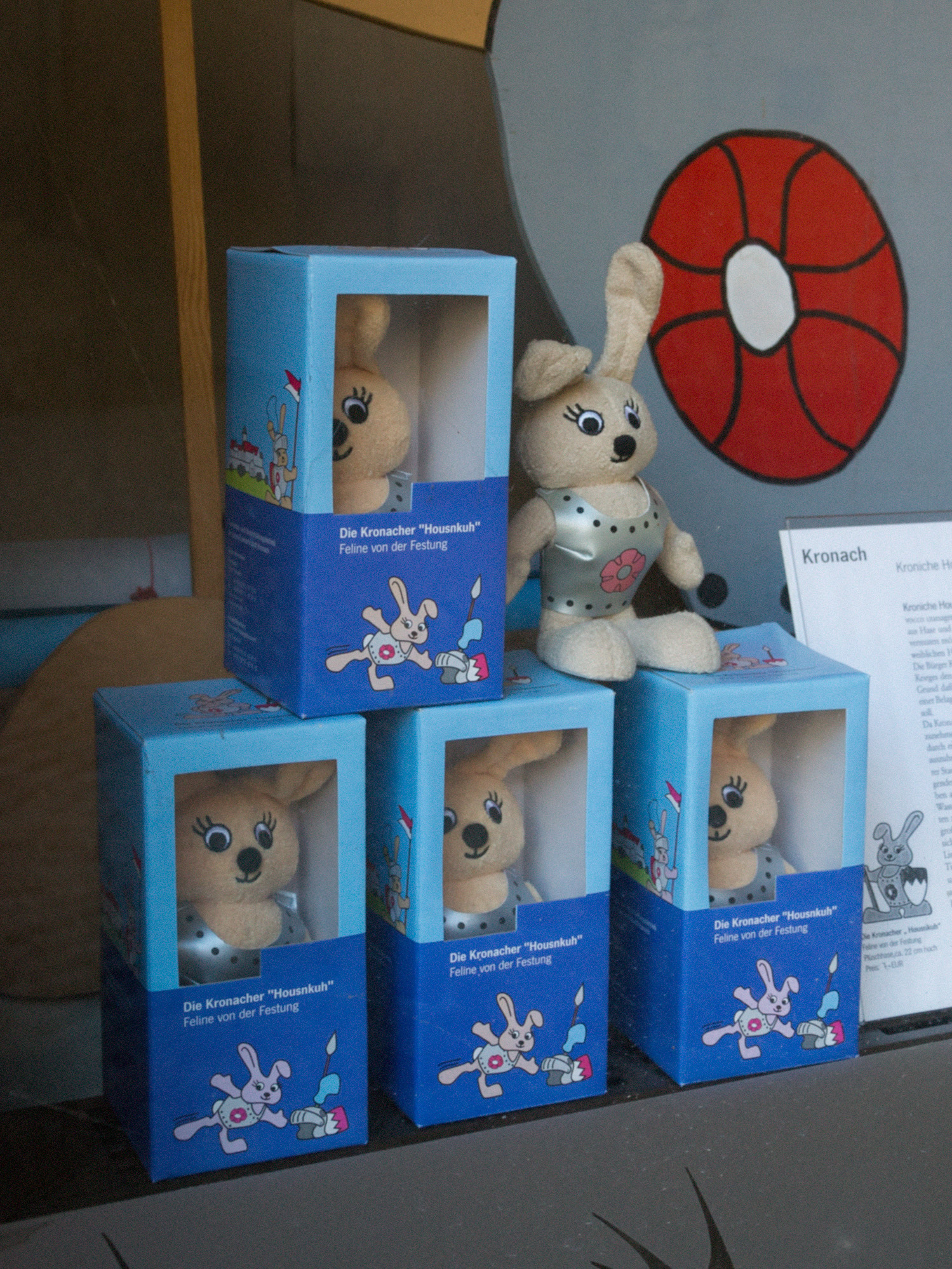
Feline von der Festung, das Maskottchen der Stadt

In der Zeit des Dreißigjährigen Krieges wurde Kronach wiederholt von der Pest heimgesucht, die im Jahr 1626 rund 400 und 1634 rund 300 Opfer unter den Einwohnern der Stadt forderte. Um von der Epidemie verschont zu werden, gelobte die Bürgerschaft die Errichtung eines hohen Kreuzes und einer Kapelle auf dem damals Weinberg genannten Berg östlich der Kernstadt. Das 1634 errichtete Kreuz, das dem Berg seinen heutigen Namen verlieh, ist im Laufe der Zeit abgegangen, die ab 1638 erbaute und später erweiterte Wallfahrtskirche Zum Heiligen Kreuz befindet sich heute auf dem Gemeindegebiet des Marktes Marktrodach.
Kronach und seine Festung wurden in den Jahren 1632 bis 1634 mehrfach von den Schweden und ihren deutschen Verbündeten belagert. Durch den strategisch günstigen Aufbau der Stadt und die entschiedene Gegenwehr ihrer Bewohner konnten die Angreifer jedoch erfolgreich zurückgeschlagen werden.
In den ersten Jahren des Krieges beschränkten sich die Kampfhandlungen im Raum Kronach zunächst auf vergleichsweise kleine Geplänkel mit den protestantischen Nachbarn, vor allem der Stadt Coburg. So überfielen, plünderten und brandschatzten Truppen beider Seiten Dörfer im Gebiet des Nachbarn. Mit dem Sieg des schwedischen Königs Gustav II. Adolf in der Schlacht bei Breitenfeld im Jahr 1631 und dessen anschließendem Vorrücken in Richtung Franken entstand schließlich eine direkte Bedrohung für die Stadt Kronach. Nachdem sich die Bischofsstadt Bamberg dem Heer Gustavs ergeben hatte, drangen die protestantischen Truppen im Frühjahr 1632 in das Gebiet um Kronach ein.
Der erste große Angriff auf die Stadt, an dem auch Coburger Truppen beteiligt waren, erfolgte am Abend des 17. Mai 1632 unter Führung des schwedischen Obristen Claus Hastver. Die übereilt vor Eintreffen der markgräflichen Verstärkung aus Bayreuth durchgeführte Aktion schlug jedoch fehl, da eine große Zahl der mitgeführten Geschütze bereits auf dem Weg zum Schlachtfeld stecken blieb und später von den Verteidigern erbeutet werden konnte. Ein zweiter Angriff durch die Truppen des Markgrafen Christian von Brandenburg-Bayreuth am 19. Mai führte ebenfalls nicht zur Einnahme der Stadt, weshalb Kronach eingeschlossen und belagert wurde. Unter anderem wurden auf dem nördlich von Stadt und Festung gelegenen Bergrücken des Rosenbergs Geschütze in Stellung gebracht, mit denen die Festung beschossen wurde. Die Einschlagspuren der schwedischen Kanonenkugeln sind noch an der Nordseite des Bergfrieds sichtbar. Trotz des Belagerungsringes, der durch das 3000 bis 5000 Mann starke Heer gebildet worden war, gelang es mehreren hundert zwangsverpflichteten Bauern aus Hollfeld, Scheßlitz und Weismain zu den Eingeschlossenen durchzubrechen und diese bei der Verteidigung der Stadt zu unterstützen. Bei einem ersten Ausfall konnten die Kronacher die markgräflichen Truppen zeitweise aus ihrem Lager auf dem heutigen Kreuzberg vertreiben. Ein mit etwa 70 Mann durchgeführter zweiter Ausfall am 7. Juni führte jedoch nicht zum gewünschten Erfolg. Obwohl es den Kronachern gelang, einige Munitions- und Proviantwagen zu erbeuten und mehrere Kanonen der Belagerer durch Vernageln der Zündlöcher unbrauchbar zu machen, wurde eine große Zahl der Soldaten dabei getötet. Fünf der Verteidiger – drei Kronacher und je ein Mann aus dem heutigen Gemeindeteil Höfles und aus der Stadt Weismain – wurden von den Schweden gefangen genommen und geschunden. Die Belagerung wurde am 12. Juni 1632 aufgegeben, da die protestantischen Truppen das angekündigte Eintreffen von Verstärkung für die Stadt Kronach erwarteten.
Am 13. Juni 1633 wurde Kronach von acht Regimentern der Herzöge Bernhard und Wilhelm von Sachsen-Weimar eingeschlossen und kurzzeitig belagert. Nachdem ein Angriff auf die Stadt am 15. Juni erfolglos geblieben war, wurde die Belagerung bereits am 17. Juni 1633 beendet, da die Protestanten wiederum das Eintreffen von Verstärkung für Kronach befürchteten.
Ein letztes Mal wurde Kronach im Jahr 1634 durch Truppen des Bernhard von Sachsen-Weimar angegriffen und belagert. Am 13. März 1634 erfolgte die Einschließung der Stadt durch ein Vorauskommando unter Johann Philipp Cratz von Scharffenstein, die eigentliche Belagerung begann mit dem Eintreffen des Hauptheeres am 18. März. Die protestantischen Truppen lagerten hierbei hauptsächlich südlich der heutigen Altstadt, wo sie durch deren Gebäude, vor allem durch die im Süden der Stadt hoch aufragende Pfarrkirche St. Johannes der Täufer vor Beschuss durch die Kanonen der nördlich von Kronach gelegenen Festung weitgehend geschützt waren. Der größte Angriff auf die Stadt erfolgte am 21. März 1634. Hierbei gelang es den Belagerern neben dem Bamberger Tor an der Südwestseite der Stadt eine Bresche in die Stadtmauer zu schießen. Aufgrund der entschiedenen Gegenwehr ihrer Bewohner – besonders der Frauen – führte dies jedoch nicht zur Einnahme der Stadt und die Angreifer mussten sich unter großen Verlusten zurückziehen. Das Ausmaß der damaligen Zerstörung ist durch die abweichende rötliche Färbung des zum Schließen der Lücke verwendeten Sandsteins erkennbar. Weitere Angriffe fanden nicht statt, da die protestantischen Truppen das Eintreffen von Verstärkung für Kronach erwarteten und abzogen.
Mit einer Urkunde vom 25. Februar 1639 schenkte Fürstbischof Franz von Hatzfeld der Stadt Kronach die beiden Rittergüter Haßlach und Stockheim als Entschädigung für die im Krieg erlittenen materiellen Verluste. Die Stadt besitzt deshalb noch immer zahlreiche Grundstücke auf dem Gebiet der heutigen Gemeinde Stockheim.
Für die erfolgreiche Abwehr der Angriffe wurden den Kronachern von Fürstbischof Melchior Otto Voit von Salzburg im Jahr 1651 ein neues Stadtwappen und verschiedene Privilegien für Bürgermeister und Stadtrat verliehen. Die Schildhalter des neuen Wappens – zwei Männer, die ihre abgezogene Haut unter dem Arm tragen – bezeugen die Grausamkeit der damaligen Kampfhandlungen: Sie erinnern an fünf Kronacher, die bei einem Ausfall am 7. Juni 1632 von den Schweden gefangen genommen und geschunden wurden. Aus Dankbarkeit für die Ehrungen errichteten die Kronacher Bürger 1654 eine Ehrensäule für Melchior Otto und versprachen alljährlich einen Gedenktag für den 1653 verstorbenen Fürstbischof abzuhalten. Noch heute wird dieser Melchior-Otto-Tag im Januar mit einem Lobamt in der Stadtpfarrkirche und anschließenden Salutschüssen an der Ehrensäule begangen.
Daneben erinnert die jährlich am Sonntag nach Fronleichnam stattfindende Schwedenprozession an die Ereignisse des Dreißigjährigen Krieges. Sie geht auf ein Gelöbnis der Stadtbewohner während der ersten Belagerung 1632 zurück. Eine Besonderheit der Prozession ist, dass die Frauen seit 1634 als Ehrung für ihre Tapferkeit bei der Verteidigung der Stadt dem Allerheiligsten und den Männern voranschreiten.
Auf die Zeit der Belagerungen geht auch der Spitzname der Kronacher als „Kroniche Housnküh“ (Kronacher Hasenkühe) zurück: Der Legende nach ließen die Kronacher als List das letzte lebende Tier, einen weiblichen Hasen, frei auf der Stadtmauer herumlaufen, um so einen großen Nahrungsvorrat in der Stadt vorzutäuschen. Die Schweden sollen daraufhin die als sinnlos erachtete Belagerung abgebrochen haben und abgezogen sein. Die „Kroniche Housnkuh“ – Feline von der Festung – ist heute das Maskottchen der Stadt.

## 18. Jahrhundert

### Siebenjähriger Krieg
Erneut angegriffen und belagert wurde Kronach im Siebenjährigen Krieg: Am 10. Mai 1759 näherten sich preußische Truppen unter Generalmajor Karl Gottfried von Knobloch der Stadt und lagerten auf dem östlich gelegenen Kreuzberg. Nachdem ein Angriff der Preußen auf das heute nicht mehr existierende Strauer Stadttor erfolglos blieb, sollten die Stadt und die weiter nördlich gelegene Festung Rosenberg durch Kanonenbeschuss zur Aufgabe gezwungen werden. Die eingesetzte Feldartillerie war jedoch nicht stark genug, um die Festung zu erreichen und in der Stadt selbst richteten die Geschosse nur geringe Schäden an. Im Gegenzug waren die Geschütze der Festung Rosenberg durchaus in der Lage, die preußischen Stellungen zu erreichen, sodass von Knobloch die Belagerung abbrechen ließ und mit seinen Truppen am 13. Mai in Richtung Süden weiter zog.

## 19. Jahrhundert

### Anschluss an Bayern

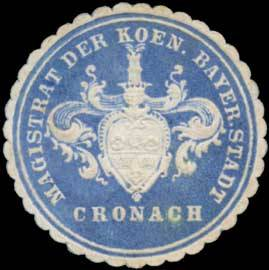
Siegel der königlich bayerischen Stadt Kronach ohne Schildhalter

Mit dem Reichsdeputationshauptschluss wurde das Hochstift Bamberg 1803 zwangsweise aufgelöst und seine Territorien dem Kurfürstentum Bayern übertragen. Bereits im Jahr zuvor waren die Residenzstadt Bamberg und die beiden bambergischen Landesfestungen Forchheim und Kronach von bayerischen Truppen besetzt worden, womit der letzte Fürstbischof des Hochstifts, Christoph Franz von Buseck, de facto entmachtet war. Der eigentliche Machtübergang an Bayern erfolgte wohl in der Bevölkerung und in der Verwaltung ohne besondere Vorkommnisse. Die bisherigen Verwaltungsstrukturen wurden zunächst beibehalten und die ehemals fürstbischöflichen Beamten versahen unter dem neuen Landesherren weiter ihren Dienst.
In den folgenden Jahren verloren die einstigen fürstbischöflichen Märkte und Städte jedoch einen Großteil ihrer ehemaligen Selbstverwaltungsrechte und Privilegien, da die Verwaltung reformiert und zentralistisch ausgerichtet wurde. Kronach verlor darüber hinaus noch weitere Privilegien, die Bürgermeister und Stadtrat im Jahr 1651 von Fürstbischof Melchior Otto Voit von Salzburg zusammen mit dem neuen Stadtwappen verliehen worden waren. Auch das Dienstsiegel der Stadt musste verändert werden: Nachdem Kreisrat Felix Joseph von Lipowsky die als Schildhalter dienenden „Geschundenen Männer“ 1812 für unheraldisch und geschmacklos erklärt hatte und nur das königliche Wappen Schildhalter besitzen durfte, waren diese ab 1819 nicht mehr in den Siegeln enthalten. Ein Teil der kommunalen Selbstverwaltungsrechte wurde den Städten mit der Verfassung des Königreichs Bayern von 1818 wieder gewährt, die Privilegien für Bürgermeister und Stadtrat erhielt Kronach im Jahr 1823 zurück. Die beiden Schildhalter wurden erst 1938 wieder in das offizielle Siegel der Stadt aufgenommen.
Große Veränderungen brachte der Anschluss an Bayern für Menschen protestantischen Glaubens, die in der hochstiftischen Zeit keine Bürgerrechte in Kronach erwerben konnten: Mit einem Edikt des bayerischen Kurfürsten wurden allen Christen, gleich welcher Konfession, dieselben Rechte eingeräumt. Die ersten beiden Protestanten, die 1803 hiervon Gebrauch machten und das Bürgerrecht in Kronach erwarben, waren zwei Händler aus Kulmbach. Bis 1850 wuchs die Zahl der evangelischen Einwohner auf rund 400 an.
Auswirkungen gab es auch auf militärischem Gebiet: Die Festung Rosenberg verlor durch die neue politische Situation und durch Veränderungen in der Art der Kriegsführung mit der Abkehr von Belagerungen und der Hinwendung zum Bewegungskrieg weitgehend an Bedeutung. Lediglich aufgrund ihrer strategisch hervorragenden Lage am Rand des bayerischen Herrschaftsgebiets blieb sie zunächst als Garnisonsstandort erhalten. Bereits im Jahr 1805 wurde praktisch die komplette Ausstattung der Festung nach Würzburg überführt oder verkauft. Anfang Oktober 1806 dienten Stadt und Festung als Lager für das Heer des französischen Kaisers Napoleon Bonaparte. Napoleon startete von Kronach aus seinen Feldzug gegen Preußen, der am 14. Oktober 1806 in die Schlacht bei Jena und Auerstedt mündete, und wollte die Festung Rosenberg im Falle eines Scheiterns seiner Angriffspläne als Deckung für den Rückzug nutzen. Im Vorfeld von Napoleons Russlandfeldzug von 1812 war die Stadt Kronach von März bis September 1812 wiederum Etappenplatz für in Richtung Russland ziehende französische, italienische und bayerische Truppenkontingente und die Festung wurde in Verteidigungsbereitschaft versetzt. Nach der Niederlage der Grande Armée zogen erneut große Truppenkontingente durch die Stadt, es fanden dort jedoch keine Kampfhandlungen statt. Nachdem die Festung Rosenberg in den folgenden Jahrzehnten noch mehrere Male unter Waffen gestellt worden war, wurde ihre Festungseigenschaft am 10. Mai 1867 durch das Kriegsministerium offiziell aufgehoben. Die Stadt Kronach erwarb die zwischenzeitlich als Gefängnis genutzte Anlage am 14. Mai 1888 für 32.000 Mark und bewahrte sie so vor der Schleifung. Auch die ehemaligen Befestigungsanlagen der Stadt wurden nach dem Anschluss an Bayern nicht mehr als notwendig erachtet und in den folgenden Jahrzehnten teilweise abgebrochen oder umgenutzt.

### Bau der Frankenwaldbahn

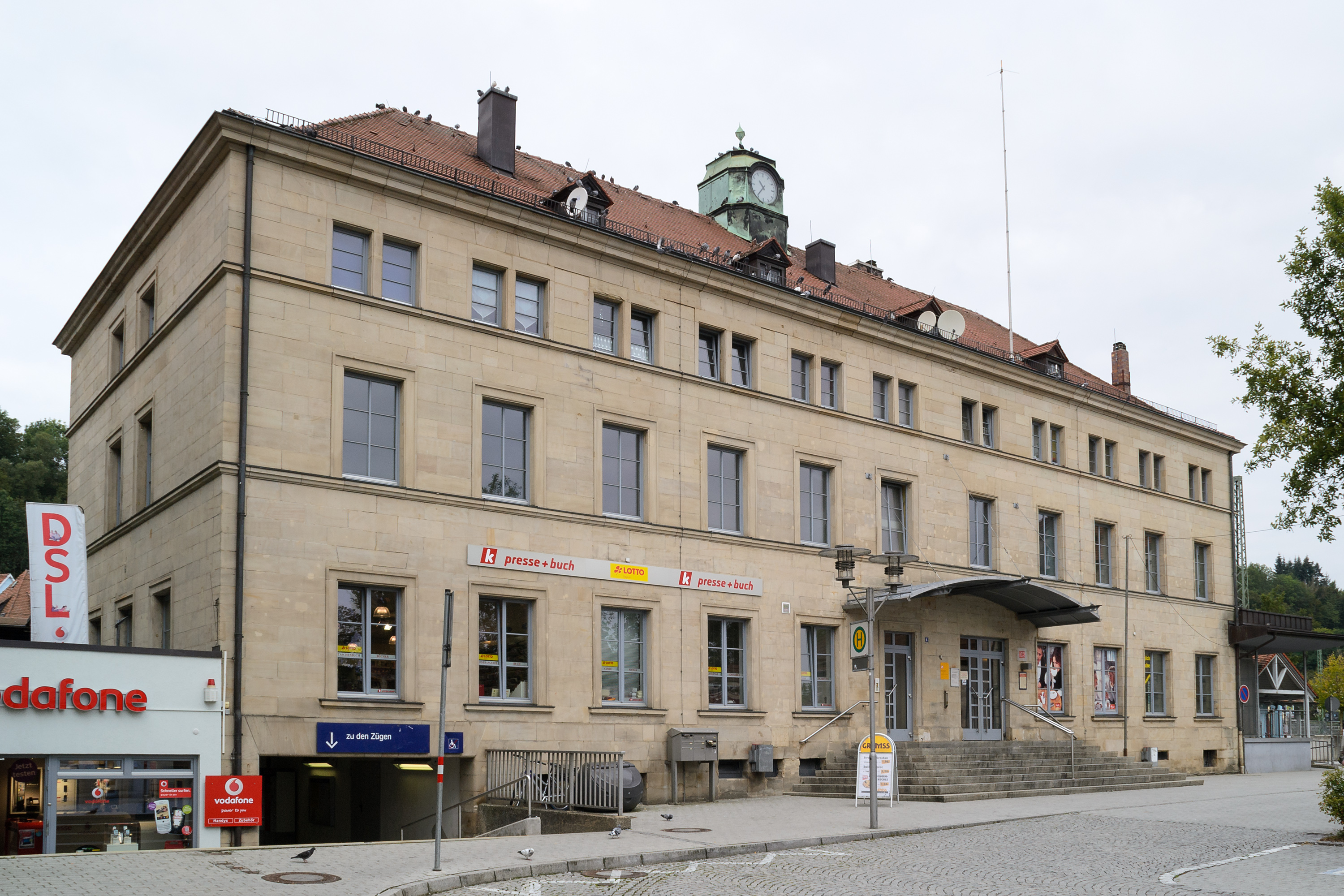
Empfangsgebäude des Bahnhofs. Das Gebäude wurde 1861 in kleinerer Form erbaut und um 1930 auf die heutige Größe erweitert.

Bereits in den 1840er Jahren hatten sich die Betreiber der Steinkohlezechen im nördlich von Kronach gelegenen Stockheim vergeblich um einen Anschluss an das bereits bestehende bayerische Eisenbahnnetz bemüht. Von Hochstadt am Main aus, das 1846 mit dem Bau der Ludwig-Süd-Nord-Bahn an das Schienennetz angeschlossen worden war, erfolgte mit der Bahnstrecke Bamberg–Hof jedoch zunächst die Fortführung der Eisenbahnlinie über Kulmbach und Neuenmarkt nach Hof.
Mit einem Beschluss des Kronacher Stadtrats vom 12. April 1853 wurde beim bayerischen König Maximilian II. erstmals die Bewilligung zum Bau einer Pachtbahn von Hochstadt nach Gundelsdorf erbeten, mit der die Stadt an das Eisenbahnnetz in Bayern angeschlossen werden sollte. Auch die Stockheimer Zechenbetreiber setzten sich im Oktober 1853 erneut für die Errichtung einer Bahnlinie ein. Sie argumentierten, dass die Produktivität der Steinkohlezechen deutlich gesteigert werden könne, wenn der Abtransport der geförderten Kohle per Bahn erfolgen würde. In gleicher Weise könnten die Schieferbrüche im südthüringischen Lehesten durch einen Lückenschluss zwischen dem bayerischen und dem thüringischen Eisenbahnnetz profitieren.
Die Genehmigung für die Errichtung der Bahnlinie nach Stockheim wurde nach mehreren Besuchen des Kronacher Bürgermeisters Carl Mertel in München schließlich am 27. März 1860 offiziell erteilt. Bereits in den Monaten zuvor waren verschiedene Verträge zwischen der Stadt Kronach, den königlichen Verkehrsanstalten, der königlichen Bankdirektion und Theodor Freiherr von Cramer-Klett, der 1,2 Millionen Gulden in das Projekt investierte, über Finanzierung und Bau der Eisenbahnlinie geschlossen worden.
Unstimmigkeiten gab es zunächst bei der Standortwahl für den Bahnhof. Die königlichen Ministerien hatten hierfür aus strategischen Überlegungen die am Nordwestrand der heutigen Kernstadt und damals noch außerhalb des eigentlichen Stadtgebiets gelegenen Hofwiesen vorgesehen: Der Bahnhof sollte vollständig von der Festung Rosenberg aus einsehbar sein, um im Bedarfsfall ein freies Schussfeld zu haben. Am von der Stadt favorisierten Standort direkt an der Südwestseite des damaligen Stadtgebiets, dem Ziegelanger, war die Sicht von der Festung durch mehrere Gebäude der dazwischenliegenden Stadt eingeschränkt. Erst nach einem weiteren Besuch von Bürgermeister Mertel in München, wo er bei König Maximilian persönlich vorsprechen durfte, wurde die Standortwahl der Stadt genehmigt. Für den Bau der Bahnstrecke und des Bahnhofs wurden 17 Wohnhäuser, mehrere Scheunen, eine Ziegelei und die südlich der Kernstadt am Ufer der Haßlach gelegene Bergmühle abgebrochen. Daneben mussten in Handarbeit mehrere Ausläufer der westlich der Stadt gelegenen Haßlacherbergkette abgetragen werden.
Der erste Personenzug erreichte Kronach am 15. Dezember 1860, offiziell eingeweiht wurde die Strecke zwischen Hochstadt und Gundelsdorf am 20. Februar 1861. Die Weiterführung nach Stockheim verzögerte sich bis Mitte 1862, da sich der Freiherr von Würtzburg weigerte, seine für den Bau benötigten Besitzungen nördlich von Gundelsdorf zu verkaufen, weshalb die Bahnstrecke auf Haßlacher Flur verlegt wurde. Nach der Enteignung der betroffenen Haßlacher Grundstücksbesitzer wurde die Strecke schließlich am 1. März 1863 feierlich eröffnet. Am 1. Oktober 1885 erfolgte mit der Fertigstellung der bereits als Staatsbahn erbauten Loquitztalbahn von Stockheim über Ludwigsstadt nach Probstzella der Anschluss an das Streckennetz in Thüringen. Der als Pachtbahn erbaute Abschnitt von Hochstadt nach Stockheim ging nach Ablauf der vereinbarten Pachtdauer im Jahr 1918 in das Eigentum der Königlich Bayerischen Staatseisenbahnen über. Die in ihrer Gesamtheit als Frankenwaldbahn bezeichnete Strecke ist heute Teil der Hauptstrecke von München nach Berlin.

### Anschluss an das Telefonnetz

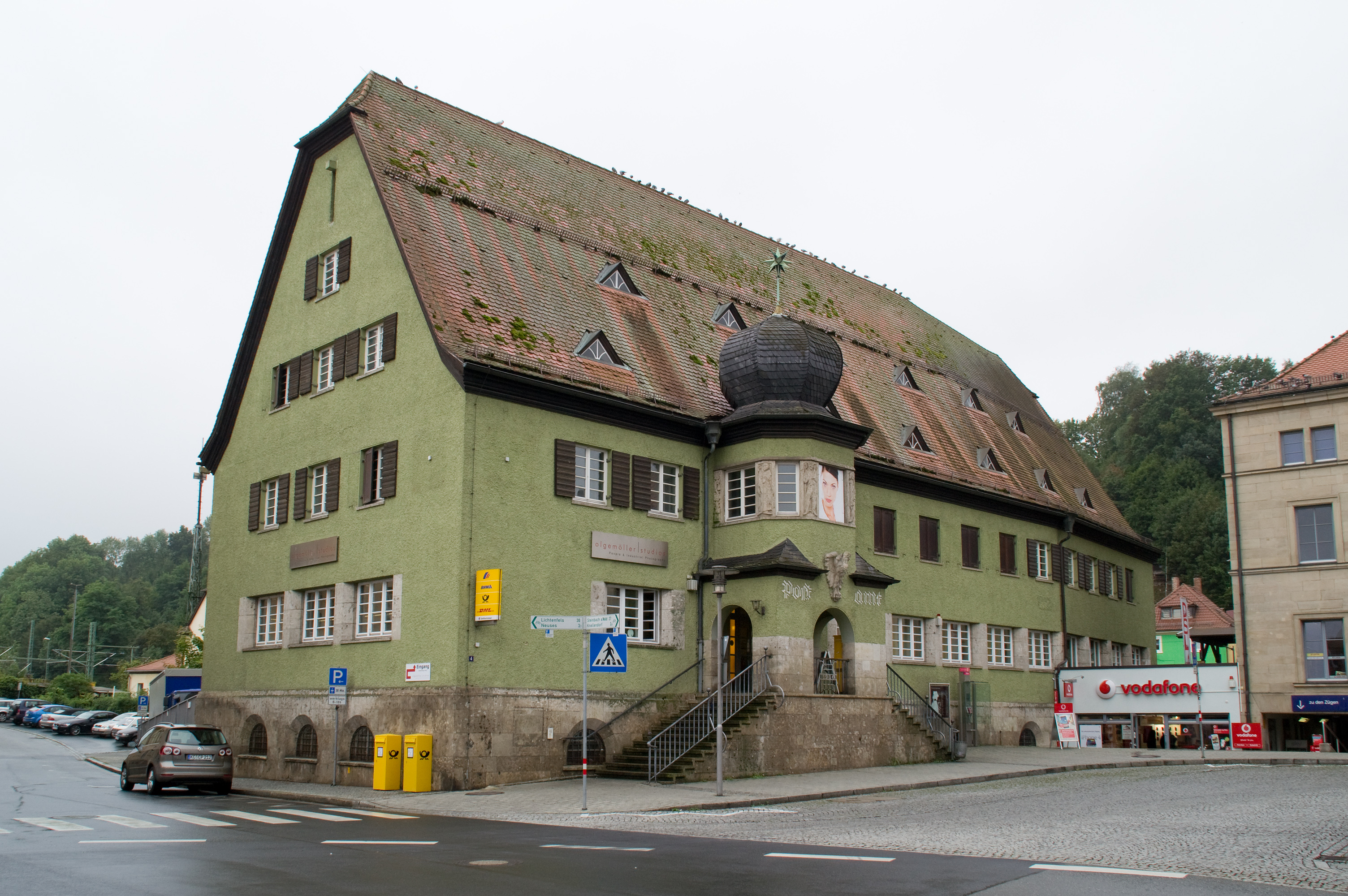
Das ab 1926 errichtete neue Postgebäude am Bahnhofsplatz

Ende des Jahres 1897 erhielt Kronach Anschluss an das Telefonnetz in Bayern und in großen Teilen des Königreichs Sachsen. Dies geschah vor allem auf Initiative des Kronacher Kommerzienrats Melchior Voitländer, der die Vorteile des Fernsprechers für den Geschäftsbetrieb erkannt und sich bereits seit Beginn der 1890er Jahre privat und in seiner Funktion als Vorsitzender des Handelsgremiums hierum bemüht hatte. Er musste dabei jedoch zunächst gegen größere Vorbehalte in der Bevölkerung der neuen Technologie gegenüber ankämpfen. So verpflichteten sich im Jahr 1894 lediglich neun Firmen zur Beteiligung an einer Fernsprechanlage; Voraussetzung für die Investition waren allerdings mindestens zwölf Teilnehmer. Die Errichtung einer Telefonanlage in Kronach wurde vom zuständigen Ministerium schließlich 1896 genehmigt. Bei ihrer offiziellen Inbetriebnahme am 1. Dezember 1897 umfasste sie 13 Teilnehmer. Im Jahr 1903 hatte die Anlage bereits 50 Teilnehmer, bis 1912 verdreifachte sich die Zahl auf fast 150 Anschlüsse. Dabei handelte es sich vor allem um Firmen, Behörden und andere wichtige Einrichtungen; Telefonanschlüsse in Privathaushalten waren bis in die Mitte des 20. Jahrhunderts die Ausnahme.
Die Vermittlungsstelle mit dem „Fräulein vom Amt“, die von 7 Uhr morgens bis 9 Uhr abends besetzt war, befand sich zunächst im alten Postamt direkt südlich des Bahnhofs am Bahnhofsplatz. Mit der Fertigstellung des ersten Bauabschnitts des heutigen Postgebäudes im Jahr 1927 wurde die Vermittlung in das neue Gebäude verlegt. Am 3. Juni 1927 wurde dort ein modernes Selbstanschlussamt in Betrieb genommen, das erste seiner Art in Oberfranken; es ermöglichte bis zu 500 Teilnehmern die Wahl des gewünschten Gesprächspartners ohne Inanspruchnahme einer Vermittlung durch das Personal im Amt.

## 20. Jahrhundert

### Erster Weltkrieg

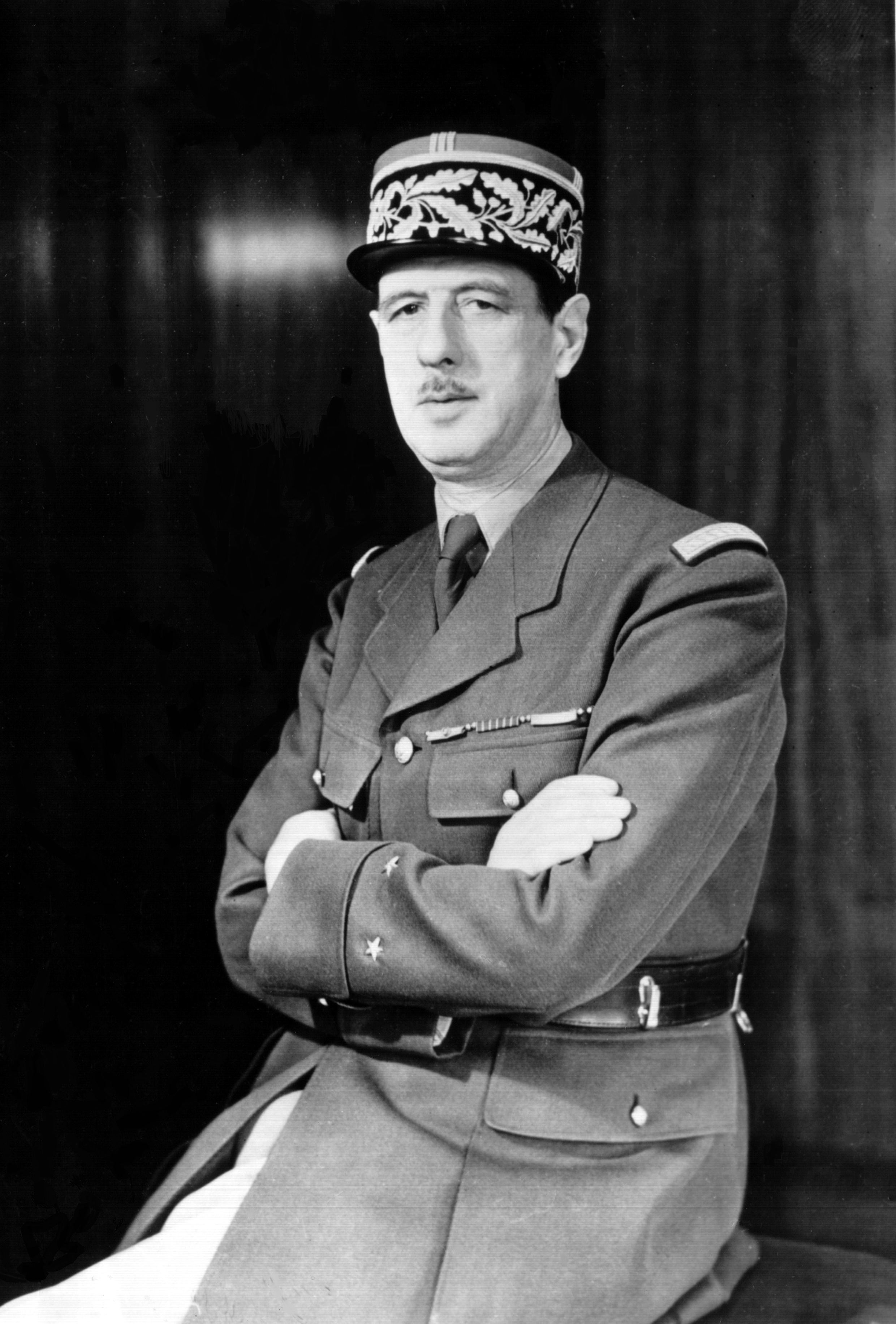
Charles de Gaulle (1942)

Während des Ersten Weltkriegs gab es in der Stadt Kronach drei Lazarette, in denen verwundete Soldaten behandelt wurden: Im Hotel-Gasthof „Goldener Wagen“, an dessen ehemaligem Standort an der Straßenecke Johann-Nikolaus-Zitter-Straße/Spitalstraße sich seit den 1960er Jahren ein Kaufhaus befindet, im Katholischen Arbeitervereinshaus in der Adolf-Kolping-Straße und im Distriktkrankenhaus, der heutigen Frankenwaldklinik. Die Lazarette waren dem Reserve-Lazarett Bayreuth untergeordnet.
Die Bayerische Armee unterhielt auf der Festung Rosenberg ein Kriegsgefangenenlager für Offiziere. Hierfür war zunächst eine umfassende Instandsetzung der inzwischen weitgehend leerstehenden Räumlichkeiten und die Ausstattung mit neuer Einrichtung für die Unterbringung von rund 90 Gefangenen und deren Wachpersonal erforderlich. In den vier Jahren, in denen das Lager bestand, waren in der Festung insgesamt 98 französische Offiziere und 24 Soldaten, 206 russische Offiziere und 64 Soldaten, 29 englische Offiziere, sowie ein belgischer Offizier und acht Soldaten untergebracht. Die Offiziere genossen im Vergleich zu den einfachen Mannschaftsrängen verschiedene Vergünstigungen hinsichtlich Quartier und Verpflegung. Daneben war ihnen die Teilnahme an Spaziergängen außerhalb der Festungsmauern gestattet, wenn sie ihr Ehrenwort gaben, keinen Fluchtversuch zu unternehmen. Ein Bruch dieses Ehrenwortes wurde nach dem Militärstrafgesetz mit dem Tod bestraft. Zu den gefangenen Offizieren gehörte vom 20. Juli bis 21. November 1917 auch der französische Hauptmann Charles de Gaulle, der spätere General und Staatspräsident von Frankreich. De Gaulle gab das geforderte Ehrenwort nicht und wurde nach zwei Fluchtversuchen, für die er mit je 60 Tagen verschärftem Arrest bestraft wurde, zunächst in ein Lager in der Festung Ingolstadt und später auf die Wülzburg in der Nähe von Weißenburg in Bayern verlegt.

### Aufstieg der NSDAP

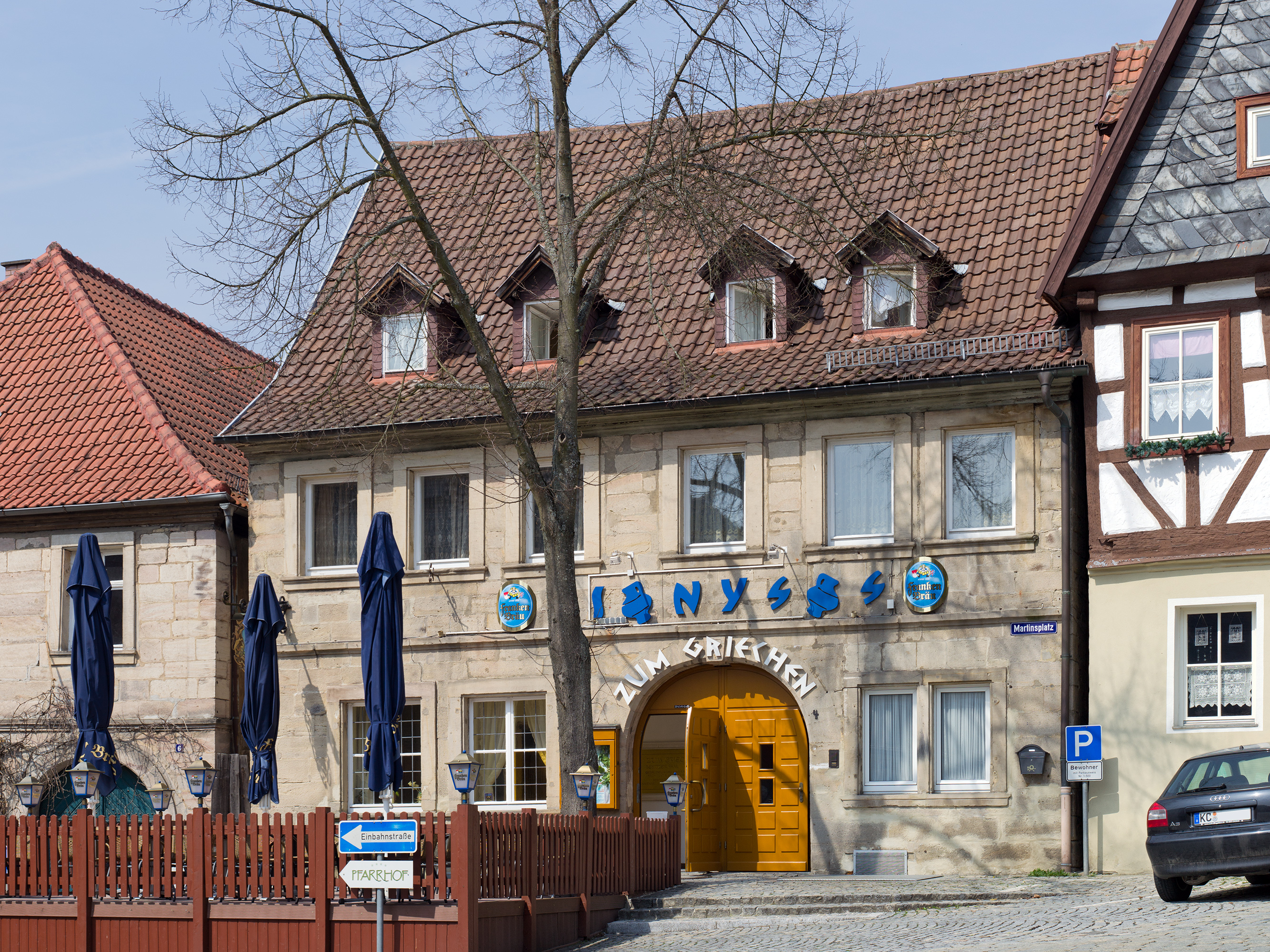
Ehemaliges Gasthaus zum grünen Baum

Begünstigt durch die Nähe zur Stadt Coburg, wo die Völkische Bewegung und die Ideologie des Nationalsozialismus bereits zu Beginn der 1920er Jahre zahlreiche Anhänger fanden, erfolgten 1923 erste offizielle Aktivitäten der Nationalsozialisten im Raum Kronach.:15–16 Gegen Ende des Jahres wurde in der Stadt eine NSDAP-Ortsgruppe mit zunächst neun Mitgliedern gebildet.:15–16:417 Rund zehn Jahre später propagierte die NSDAP in einer Chronik als Gründungszeitpunkt jedoch den 5. März 1923, womöglich um das zehnjährige Jubiläum der Ortsgruppe, die zu diesem Zeitpunkt über 500 Mitglieder gezählt haben soll, im Wahlkampf für die Reichstagswahl am 5. März 1933 nutzen zu können.:417
Nach dem gescheiterten Hitlerputsch vom 8./9. November 1923 und dem Verbot der NSDAP und ihrer Parteiorganisationen konnten sich deren Anhänger in Kronach dank des Wohlwollens der Behörden wie andernorts praktisch unbehelligt zurückziehen und so an den Wahlkämpfen des Jahres 1924 beteiligen. Bei der Landtagswahl im Frühjahr konnte der Völkische Block mit 17,1 % Stimmanteil in ganz Bayern 23 Sitze erringen; im Bezirk Kronach fiel das Wahlergebnis mit 17,6 % der Stimmen gegenüber 26,4 % in Oberfranken jedoch vergleichsweise mäßig aus. Eines der Mandate fiel an den Kronacher Georg Zipfel, der im April 1925 für den verstorbenen Ernst Pöhner nachrückte und später Mitglied der NSDAP-Landtagsfraktion wurde. Bei der Kommunalwahl am 7. Dezember 1924 trat der Völkische Block in einem Bündnis mit anderen nationalen und bürgerlichen Parteien als „Wirtschaftspartei“ an; die Gruppierung konnte fünf Sitze im Kronacher Stadtrat erringen, womit sie zweitstärkste Fraktion hinter der BVP wurde. Trotz dieses lokalpolitischen Erfolges war die Popularität der völkisch-nationalen Bewegung im Bezirk Kronach und im gesamten Reich aufgrund ihrer inneren Zerstrittenheit Ende 1924 jedoch im Sinken begriffen, wie die Ergebnisse der Reichstagswahl vom 7. Dezember 1924 zeigten: Neben der KPD mussten lediglich die Völkischen größere Stimmverluste hinnehmen.:16–18
Nach der Aufhebung des Verbots der NSDAP und deren Neugründung im Februar 1925 stieg die Popularität der Partei im Kronacher Raum im Laufe des Jahres 1925 deutlich an. Eine Gründungsfeier in Kronach zählte 120 teilnehmende Personen, von denen 75 neu in die Partei eintraten.:18 Am 28. Juli 1925 wurde im Rahmen einer Mitgliederversammlung der NSDAP im Gasthaus zum grünen Baum, bei der sich wiederum über 150 der anwesenden Personen spontan der Partei angeschlossen haben sollen, im Beisein von Adolf Hitler, Julius Streicher, Hermann Esser und Rudolf Buttmann die erste nationalsozialistische Landtagsfraktion gegründet.:18–19:94 Im September desselben Jahres folgte die Bildung der Kronacher SS, die damit zu den ältesten im Deutschen Reich gehörte. 1927 nahm der Bezirk Kronach zusammen mit Kulmbach mit je zehn Ortsgruppen hinter Coburg den zweiten Platz unter den acht oberfränkischen NS-Bezirken mit den meisten Ortsgruppen ein.:19
Vor allem aufgrund der aggressiven Werbe- und Propagandaaktivitäten der Kronacher NSDAP-Ortsgruppe, die häufig in Diffamierung des politischen Gegners und teilweise in Übergriffe auf Andersdenkende mündeten,:31–32:417 konnte die Partei in der Stadt zunächst Wahlergebnisse erzielen, die zum Teil sehr deutlich über dem Durchschnitt lagen. So erhielt die NSDAP bei der Reichstagswahl vom 20. Mai 1928 in Kronach 16,0 % der Wählerstimmen gegenüber 10,8 % in Oberfranken und lediglich 2,6 % im gesamten Reich. Das Ergebnis der zeitgleich durchgeführten Landtagswahl fiel mit 16,8 % Stimmanteil in der Stadt gegenüber 6,3 % in ganz Bayern vergleichbar aus. Bei der Reichstagswahl vom 14. September 1930 lagen die Kronacher Ergebnisse mit 26,3 % für die NSDAP wiederum über dem Durchschnitt von 23,9 % in Oberfranken und 18,3 % im gesamten Deutschen Reich. Auch bei der Landtagswahl am 24. April 1932 lag das Wahlergebnis der NSDAP mit 35,8 % in Kronach noch über dem Stimmanteil von 32,5 % in ganz Bayern.:121
Mit der Reichstagswahl vom 31. Juli 1932 änderte sich dies jedoch grundlegend: Während die NSDAP in Oberfranken einen Stimmanteil von 44,4 % errang und im gesamten Reich 37,4 % erzielte, erhielt sie in der Stadt Kronach lediglich 32,7 % der Wählerstimmen. Auch bei der folgenden Reichstagswahl vom 6. November 1932 ergab sich ein vergleichbares Bild: Mit 33,0 % Stimmanteil lag die NSDAP in Kronach auf dem reichsweiten Niveau von 33,1 % und deutlich unter dem Ergebnis von 41,1 % in Oberfranken. Bei den letzten freien Reichstagswahlen am 5. März 1933 erhielt die NSDAP in der Stadt 37,1 % der Wählerstimmen und lag damit erneut deutlich unter dem Stimmanteil von 43,9 % im gesamten Reich und 48,7 % in Oberfranken, stellte aber dennoch die stärkste Partei dar.:121
Während der gesamten Zeit blieben die absoluten Wählerzahlen der beiden großen etablierten Parteien BVP und SPD weitgehend stabil, was darauf hindeutet, dass es der NSDAP kaum gelang, deren Stammwähler abzuwerben. Stattdessen waren es wohl vor allem Wähler, die von ihrem Wahlrecht bislang keinen Gebrauch gemacht hatten und politisch Unentschlossene, die der NS-Partei ihre Stimmen gaben. Die NSDAP profitierte somit vor allem von einer hohen Wahlbeteiligung und der Not der Bevölkerung infolge der sich seit Ende der 1920er Jahre verschärfenden Weltwirtschaftskrise, die von den Nationalsozialisten für die eigenen Zwecke instrumentalisiert wurde.:40

### Zeit des Nationalsozialismus

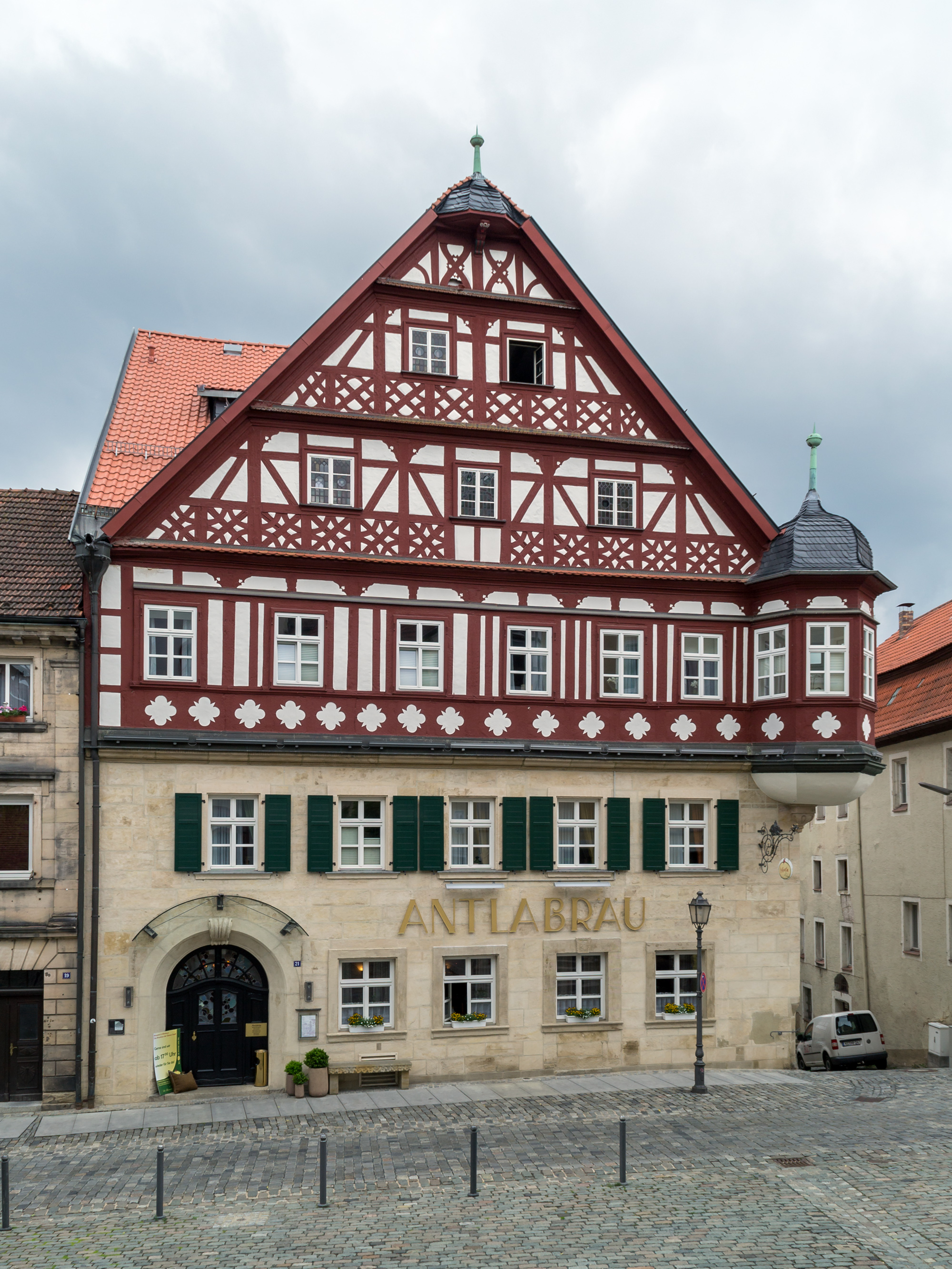
Ehemaliges sogenanntes Ostmarkhaus

Nach der „Machtergreifung“ der Nationalsozialisten erfolgte in Kronach wie überall im Deutschen Reich die sogenannte „Gleichschaltung“ des öffentlichen und privaten Lebens. Im März 1933 wurden Führungspersönlichkeiten von SPD und KPD inhaftiert, später auch die der Bayernwacht, einer der BVP zugehörigen Organisation. Letztere wurden nach wenigen Tagen wieder freigelassen, die Mitglieder der linksorientierten Parteien blieben jedoch mehrere Wochen in Haft. Im Stadtrat wurden die Mitglieder anderer Parteien durch massive Behinderungen, Drohungen und Verbote von ihren Posten verdrängt und diese mit NSDAP-Mitgliedern neu besetzt; der Erste Bürgermeister, der der BVP angehörte, wurde ebenfalls seines Amtes enthoben und durch ein NS-Parteimitglied ersetzt. Mit dem „Gesetz gegen die Neubildung von Parteien“ erfolgte im Juli 1933 schließlich das Verbot aller Parteien außer der NSDAP. Örtliche Vereine und Verbände wurden mit Parteimitgliedern unterwandert und nach dem Führerprinzip neu ausgerichtet oder aufgelöst, wenn dies nicht gelang. Daneben wurden zahlreiche NS-eigene Organisationen gegründet, in denen die Mitgliedschaft mehr oder weniger verpflichtend war, um die Bevölkerung von der Kindheit an an das NS-Regime zu binden. Die regionale Presse wurde ebenfalls durch Drohungen und andere Druckmittel unter die Kontrolle der Nationalsozialisten gebracht oder – wenn dies nicht gelang – in den wirtschaftlichen Ruin getrieben. Die Durchführung der traditionellen Schwedenprozession wurde 1935 durch Fahnen- und Aufmarschverbote für verschiedene Vereine massiv behindert. Ab 1936 war Behördenvertretern die Teilnahme untersagt, 1941 wurde die Prozession komplett verboten.
Nach dem Beginn der nationalsozialistischen Diktatur wurden mehrere Straßen in Kronach umbenannt. Die heutige Amtsgerichtsstraße in der Altstadt erhielt zu Ehren Adolf Hitlers den Namen „Adolf-Hitler-Straße“. In der Straße befindet sich das sogenannte Floßherrenhaus, das ab März 1936 Sitz der NS-Kreisleitung war und von den Nationalsozialisten als „Ostmarkhaus“ bezeichnet wurde. Die am Westufer der Haßlach gelegene heutige Adolf-Kolping-Straße wurde nach Hans Schemm, Bayerischer Kultusminister und Gauleiter der Bayerischen Ostmark, in „Hans-Schemm-Straße“ umbenannt. Der direkt südlich der Altstadt gelegene Marienplatz erhielt den Namen „Hindenburgplatz“ nach dem ehemaligen Reichspräsidenten der Weimarer Republik, Paul von Hindenburg. Auf dem Platz befand sich ein „Stürmer-Kasten“, ein öffentlicher Schaukasten, in dem die antisemitische Wochenzeitung Der Stürmer ausgehängt wurde. Die Judengasse im Nordwesten der Altstadt wurde von den Nationalsozialisten aus ideologischen Gründen in „Am Storchenturm“ umbenannt.
Im Zuge des Siedlungsbauprogramms der Nationalsozialisten entstand ab 1934 auf einem Areal südlich der ehemaligen Bahnstrecke Kronach–Nordhalben, das bis dahin vor allem als Zwischenlager für Floßholz aus dem Frankenwald diente, ein neues Siedlungsgebiet. Ab 1938 folgte in unmittelbarer Nachbarschaft die sogenannte SA-Siedlung. Von 1934 bis Ende der 1930er Jahre entstand direkt westlich der Bahnstrecke Hochstadt-Marktzeuln–Probstzella eine Umgehungsstraße, die heutige Bundesstraße 85. Im Norden des Stadtgebiets erfolgte der Anschluss der Innenstadt an die Umgehungsstraße mit dem Bau der Nordbrücke über die Bahnstrecke und den Fluss Haßlach. Südlich der neuen Siedlungsgebiete wurde die Umgehungsstraße in Richtung Kulmbach und Hof mit dem Bau der Südbrücke über Bahnstrecke und Fluss geführt.

#### Judenverfolgung

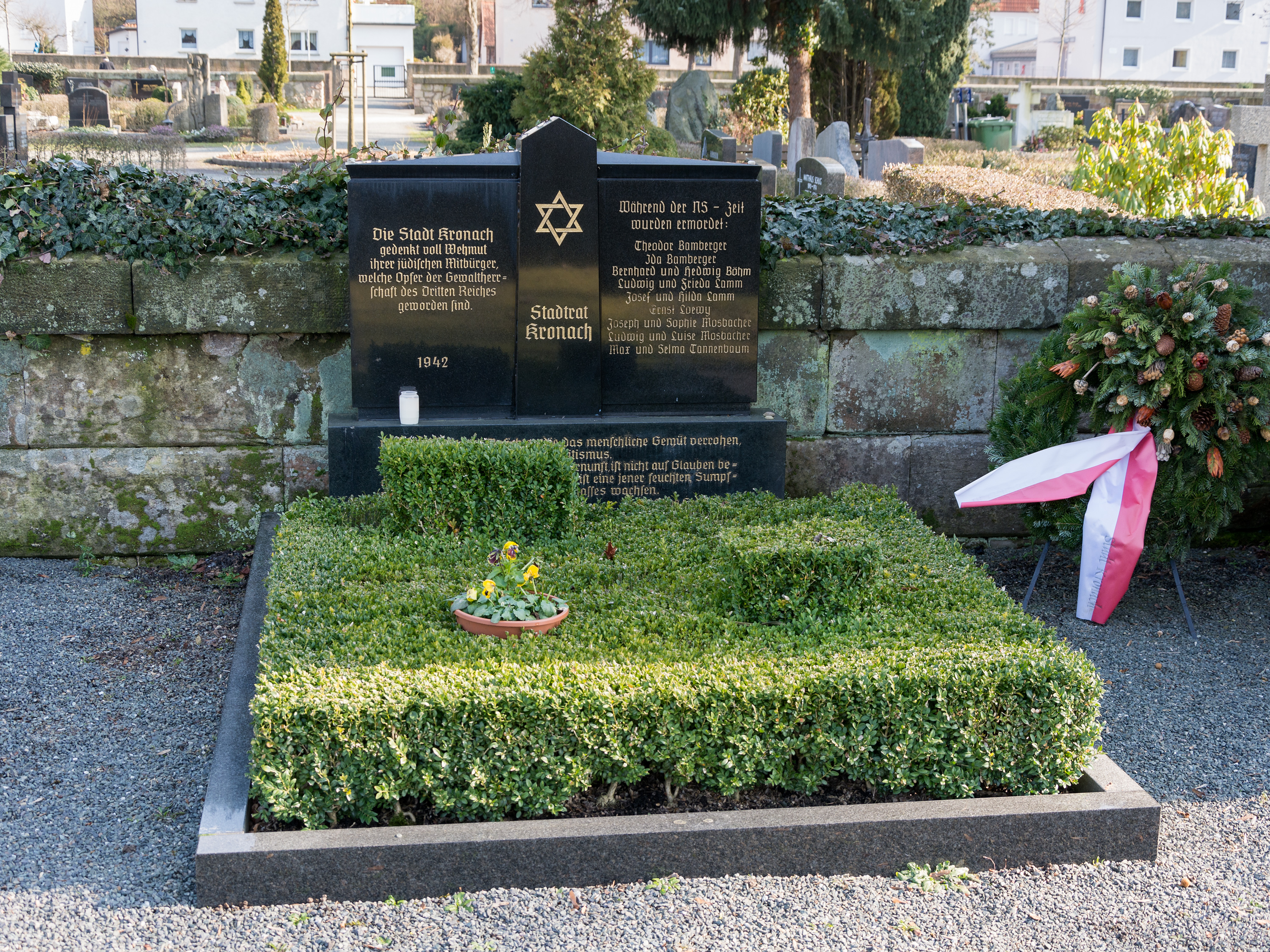
Gedenkstein für die jüdischen Opfer des Nationalsozialismus in Kronach

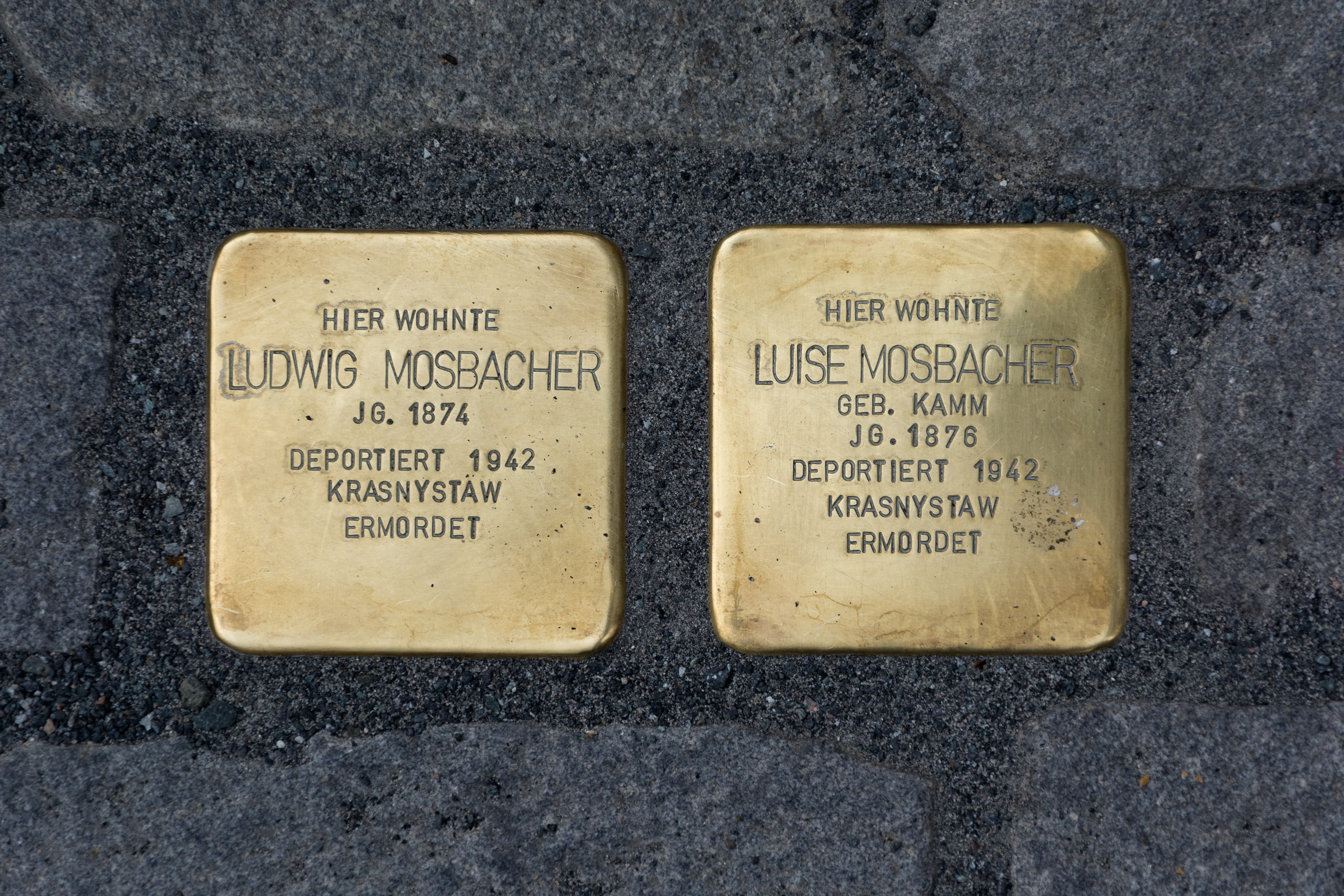
Stolpersteine in der Bahnhofstraße

Mindestens seit Ende des 13. Jahrhunderts lebten mit Unterbrechungen jüdische Familien in der Stadt: Im Nürnberger Memorbuch sind die Namen mehrerer Kronacher Juden festgehalten, die 1298 im Zuge des Rintfleisch-Pogroms ermordet wurden. Von der Mitte des 14. bis zur Mitte des 15. Jahrhunderts waren wohl vier oder fünf Familien in Kronach ansässig. Auf Rechnungen, Quittungen und Gerichtsunterlagen traten in diesem Zeitraum in den Städten der Umgebung wiederholt Juden in Erscheinung, die den Herkunftsnamen „von Cronach“ trugen. Nachdem die jüdische Bevölkerung unter Fürstbischof Philipp von Henneberg um das Jahr 1478 aus den Gebieten des Hochstifts Bamberg vertrieben worden war, sind erst in der Zeit des Dreißigjährigen Krieges wieder Juden in Kronach belegt. Vom 18. bis zum Ende des 19. Jahrhunderts waren dies immer vier oder fünf Familien, die in verschiedenen Quellen Erwähnung fanden. Aufgrund ihrer vergleichsweise geringen Zahl gehörten die Kronacher Juden, die wie andernorts auch diversen Einschränkungen hinsichtlich ihrer Wohnort- und Berufswahl unterlagen, lange Zeit zur deutlich größeren jüdischen Landgemeinde in Friesen.
Spätestens mit der Gründung des Deutschen Reichs 1871 fielen alle Einschränkungen und Diskriminierungen für die jüdische Bevölkerung weg und die Juden wurden offiziell zu gleichberechtigten Bürgern mit allen damit verbundenen Rechten und Pflichten. Viele der Landjuden nutzten die neuen Freiheiten, um in die benachbarten Städte zu ziehen, andere waren bereits ab den 1840er Jahren in die Vereinigten Staaten ausgewandert, sodass sich die jüdische Gemeinde in Friesen im Laufe der Zeit auflöste. Deshalb gründeten die inzwischen auf 14 Familien angewachsenen Kronacher Juden im Jahr 1880 eine eigenständige Kultusgemeinde und erbauten 1883 eine Synagoge. Nachdem sich die Zahl der jüdischen Einwohner bis 1890 auf über 100 erhöht hatte, setzte zu Beginn des 20. Jahrhunderts eine rückläufige Entwicklung ein, da viele Juden in die Großstädte zogen, wo sie sich bessere Verdienstmöglichkeiten erhofften.
Zu Beginn der nationalsozialistischen Diktatur im Jahr 1933 lebten noch 35 Juden unter den 6706 Einwohnern der Stadt Kronach. Nachdem es bereits in den Jahren zuvor zu Übergriffen auf die jüdische Bevölkerung gekommen war, schrumpfte die Zahl der Kronacher Juden nach der „Machtergreifung“ der Nationalsozialisten zusehends, da viele aus Furcht vor Verfolgung und Repressalien in größere deutsche Städte oder ins Ausland flüchteten. Der Gottesdienst in der Kronacher Synagoge konnte deshalb nur bis zum Jahr 1936 aufrechterhalten werden, da die vorgeschriebene Mindestzahl von zehn religionsmündigen männlichen Juden unterschritten wurde. Das Gebäude wurde im Februar 1938 an die Stadt verkauft, die es bis 1972 als Sanitätsdepot nutzte und im Anschluss bis 1988 als Lagerhaus verpachtete. Dadurch überstand das Bauwerk die Novemberpogrome 1938 unbeschadet, während die nach Bamberg verbrachte Ausstattung der Synagoge dort zerstört wurde. Bei den fünf verbliebenen jüdischen Familien in Kronach wurden am Morgen des 10. November 1938 von der SS „Durchsuchungen“ durchgeführt und ein Teil der Juden zeitweise in „Schutzhaft“ genommen. Ab dem 15. November durften jüdische Schüler nicht mehr die öffentlichen Schulen besuchen. In den folgenden Wochen wurden die Juden in Kronach gezwungen, Grundstücke, Häuser und Geschäfte in ihrem Besitz zu verkaufen. Weitere Repressalien und Diskriminierungen der jüdischen Bevölkerung folgten. Einem Teil der Kronacher Juden gelang Ende 1938 noch die Übersiedlung ins Ausland, der Rest wurde in den Jahren 1941/42 im Zuge von drei Transporten aus der Region Franken in die Ostgebiete deportiert, wo sie in den Konzentrationslagern von den Nationalsozialisten ermordet wurden. Seit 1942 existiert in Kronach keine jüdische Kultusgemeinde mehr.
Die ehemalige Synagoge wurde im Jahr 2002 vom Aktionskreis Kronacher Synagoge restauriert; sie dient heute als Gedenkstätte und kultureller Veranstaltungsraum. Der Kronacher Stadtrat ehrte die von den Nationalsozialisten verfolgten und ermordeten Juden der Stadt 1964 mit einem Gedenkstein auf dem städtischen Friedhof. Das Mahnmal wurde im Jahr 2015 überarbeitet, da neuere Forschungen gezeigt hatten, dass die auf dem Gedenkstein gelisteten Daten teilweise inkorrekt waren: Einige der genannten Personen hatten die Verfolgungen der Nationalsozialisten im Exil überlebt, während die Namen mehrerer ermordeter Kronacher Juden fehlten. In den Jahren 2017 und 2018 verlegte der Künstler Gunter Demnig insgesamt 25 Stolpersteine vor den ehemaligen Wohnhäusern Kronacher Juden. Ein weiterer Stolperstein wurde am 16. Juli 2022 im Gemeindeteil Gundelsdorf verlegt.

#### KZ-Außenlager Gundelsdorf
In den beiden heutigen Kronacher Gemeindeteilen Gundelsdorf und Knellendorf existierten von Herbst 1944 bis zum Einmarsch amerikanischer Truppen im April 1945 Außenlager des Konzentrationslagers Flossenbürg. Bei den Häftlingen handelte es sich um 100 aus dem KZ Plaszow deportierte polnische Jüdinnen und um bis zu 90 jüdische Männer unterschiedlicher Nationalität, die aus verschiedenen anderen Lagern dorthin gebracht wurden. Der Großteil wurde als Zwangsarbeitskräfte im Luftwaffennachschublager in Gundelsdorf eingesetzt, rund 20 der Frauen mussten in einer Knellendorfer Firma Militäruniformen nähen. Seit 2002 erinnert ein auf Initiative der Evangelischen Jugend errichteter Gedenkstein am parallel zur Bundesstraße 85 verlaufenden Rad- und Fußweg zwischen den beiden Orten an die Außenlager.

#### Zweiter Weltkrieg

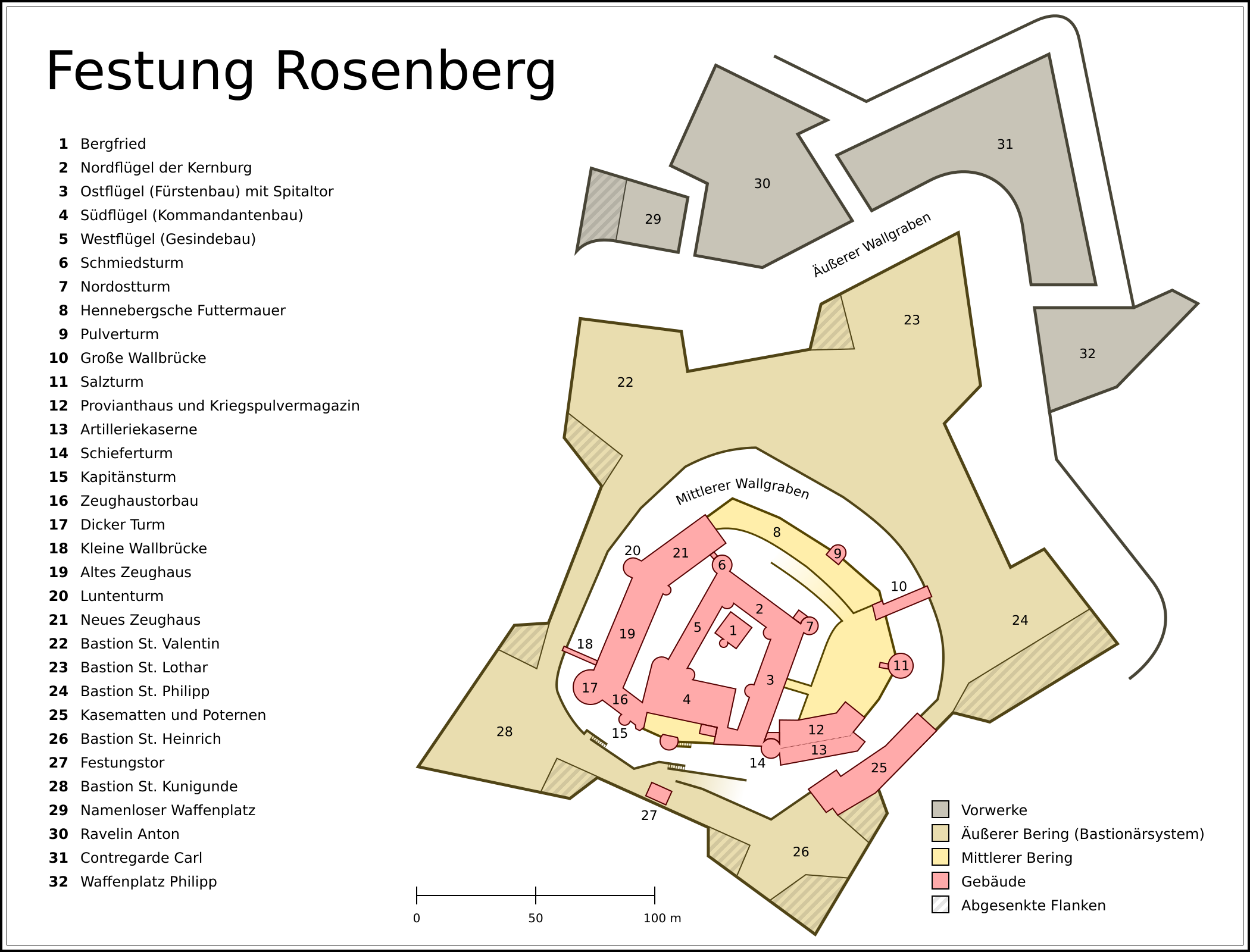
Grundriss der Festung Rosenberg

Während des Zweiten Weltkriegs diente die Festung Rosenberg von 1942 bis 1944 als Arbeitslager für die Unterbringung von polnischen und sowjetischen Zwangsarbeitskräften, die in der Porzellanfabrik Rosenthal bei der Herstellung von Industrieporzellan eingesetzt wurden. In diesem und in anderen Lagern in Kronach waren im Laufe des Krieges rund 700 Zwangsarbeitskräfte untergebracht, die in verschiedenen Betrieben im Stadtgebiet arbeiten mussten.
Gegen Ende des Krieges sollten auf der Festung unter der Tarnbezeichnung „GeKro“ (Gefängnis Kronach) Produktionshallen für die Herstellung von Teilen für den Düsenjäger Messerschmitt Me 163 errichtet werden. Hierfür wurden durch die Organisation Todt verschiedene Aus- und Umbaumaßnahmen vorgenommen. Die Kasematte der Bastion St. Philipp wurde mit einer Zwischendecke aus Beton versehen und in die Außenmauer eine Versorgungsöffnung gebrochen, die nach Kriegsende wieder verschlossen wurde. Die Kasematte der Bastion St. Lothar wurde ebenfalls umgebaut; zwei Kanonenschießscharten in der Außenmauer wurden verschlossen, eine dritte als Zugangsöffnung herausgebrochen. Neben diesen abgeschlossenen Arbeiten wurden diverse Vorarbeiten an der Kasematte der Contregarde Carl und im Graben zwischen der Kontergarde und dem Waffenplatz Philipp durchgeführt. Dort entstanden Stützfundamente aus Beton, die später eine Überdachung tragen sollten. Die Gräben zwischen den anderen Vorwerken der Festung und der gesamte Bereich des Äußeren Wallgrabens zwischen Contregarde Carl, Waffenplatz Philipp und Bastion St. Lothar sollten ebenfalls überdacht werden. Diese Pläne kamen bis zum Kriegsende jedoch nicht mehr zur Ausführung und die bereits vollendeten Teile der Produktionsanlagen wurden nie in Betrieb genommen, wodurch die Festung von einer gezielten Bombardierung durch die Alliierten verschont blieb.

April 1945: Zwei US-Soldaten während der Explosion eines Benzintank-Anhängers auf dem Marktplatz. Die Szene wurde für die Aufnahme gestellt.

Die Stadt Kronach selbst überstand den Zweiten Weltkrieg mangels bedeutender Industrieanlagen und aufgrund ihrer Lage abseits der Großstädte im Inneren des Deutschen Reichs relativ unbeschadet. Am 13. September 1944 wurden bei einem Notabwurf der Bomben eines amerikanischen Flugzeuges, das aus einem nach Osten fliegenden Verband ausgeschert war und später bei Hildburghausen abgestürzt sein soll, Teile des Kreiskrankenhauses in der Friesener Straße zerstört. Vier der fünf Bomben schlugen auf einer unbebauten Wiese ein, die fünfte explodierte direkt neben dem Krankenhaus. Sie zerstörte die Küche und den Operationssaal und verletzte sieben Krankenschwestern. Ab März 1945 erfolgten regelmäßig Luftangriffe auf die Stadt, bei denen am 10. April 1945 auch der Bahnhof beschossen wurde und sieben Menschen starben. Die Bevölkerung fand bei den Angriffen Zuflucht in den zahlreichen Kellergewölben, die praktisch den gesamten Bergsporn unterhalb der Altstadt durchziehen.
Anfang April 1945 durchquerten Augenzeugenberichten zufolge rund 200 KZ-Häftlinge auf einem Todesmarsch das Stadtgebiet. Es soll sich um Häftlinge aus dem KZ Buchenwald gehandelt haben, die von SS-Personal durch die Schwedenstraße und über den Marienplatz weiter nach Südosten in Richtung Stadtsteinach getrieben wurden. In einem 1947 vom Landratsamt Kronach an sämtliche Gemeinden des Landkreises verschickten Fragebogen erklärte die Stadt Kronach, dass zu diesem Thema keine Erkenntnisse vorlägen.
Am 6. April 1945 wurde Kronach in den Verteidigungszustand versetzt. Ein System aus vier Verteidigungsringen sollte die Stadt in den letzten Kriegstagen vor den aus Richtung Westen vorrückenden alliierten Bodentruppen schützen. Der erste Ring hätte sich westlich der Stadt bei Gehülz und Ziegelerden befunden, der zweite am Stadtrand. Den dritten Ring bildeten die mittelalterlichen Befestigungsanlagen der Oberen Stadt und den vierten die Festung Rosenberg. Da es an Arbeitskräften mangelte, wurden diese Pläne jedoch nur teilweise umgesetzt, indem die wichtigsten Zufahrtsstraßen mit improvisierten Panzersperren blockiert wurden. Zusätzlich wurden an verschiedenen Stellen Flugabwehrkanonen positioniert. Kreisleiter Paul Müller und der Kampfkommandant forderten am 11. April 1945 von der Stadtpolizei, alle männlichen Bewohner der Häuser, an denen eine weiße Fahne gehisst werde, zu erschießen. Danach sollten sich die Polizisten zusammen mit den letzten kämpfenden Truppen aus Kronach absetzen. Der Leiter der Stadtpolizei verweigerte die Ausführung dieser Befehle jedoch und blieb in der Stadt. Auch Bürgermeister Hans Wachter floh nicht aus Kronach.
Da die Panzersperren vor der Stadt nicht geöffnet und keine weißen Fahnen gehisst worden waren, wurde Kronach am Morgen des 12. April 1945 von der 11. US-Panzerdivision der 3. US-Armee unter General Patton, die wenige Tage zuvor Coburg eingenommen hatte, angegriffen. Es folgte ein mehrstündiger Artilleriebeschuss, bei dem 15 Gebäude völlig zerstört und 22 weitere schwer beschädigt wurden. An der Straßenecke Johann-Nikolaus-Zitter-Straße/Spitalstraße brannte der Hotel-Gasthof „Goldener Wagen“, ein imposanter Fachwerkbau, der wie bereits im Ersten Weltkrieg als Lazarett genutzt und entsprechend gekennzeichnet worden war, nach einem Brandbombentreffer bis auf die Grundmauern nieder. Das Gebäude wurde nach Kriegsende nicht wieder aufgebaut; an seinem ehemaligen Standort entstanden Mitte der 1950er Jahre mehrere kleinere Geschäftshäuser und in den 1960er Jahren ein Kaufhaus. Im vorderen Bereich der Schwedenstraße brannten die Anwesen Schwedenstraße 1 und 2 völlig aus. Die Gebäude wurden 1948 mit den Originalfassaden neu errichtet. Vollkommen zerstört wurde weiterhin eine Häuserzeile an der Ostseite des Strauer Torwegs. Zwei der Gebäude wurden im Jahr 1948 wieder aufgebaut, das dritte im Jahr 1955; anstelle des vierten Hauses wurde 1983 ein Neubau errichtet. Weitere Schäden entstanden vor allem in der Amtsgerichtsstraße, in der Friesener Straße, im Umfeld des Bamberger Tores, wo das Treppenhaus des Knabenschulhauses durch einen Bombentreffer zerstört wurde, an der Stadtpfarrkirche, der evangelischen Kirche und am Ziegelanger. Auf dem Bahnhofsvorplatz wurde ein Kriegerdenkmal, das 1910 für die Gefallenen des Deutsch-Französischen Krieges von 1870/71 errichtet worden war, durch einen direkten Bombentreffer zerstört.
Am frühen Nachmittag des 12. April marschierten die US-Truppen in Kronach ein und besetzten die Stadt. Entgegen den Befehlen des Kreisleiters Paul Müller und der militärischen Führung, die in den Mittagsstunden aus der Stadt geflohen waren, leisteten Einwohner und verbliebene deutsche Kräfte der vorrückenden US-Infanterie keinen Widerstand. Kronach entging dadurch dem Schicksal des weiter südlich gelegenen Marktes Küps. Dort waren die US-Truppen zuvor von den Verteidigern angegriffen worden, was eine mehrere Stunden andauernde Bombardierung des Ortes zur Folge hatte. Gegen 13 Uhr übergab Bürgermeister Hans Wachter die Stadt an die Amerikaner.

### Nach dem Zweiten Weltkrieg

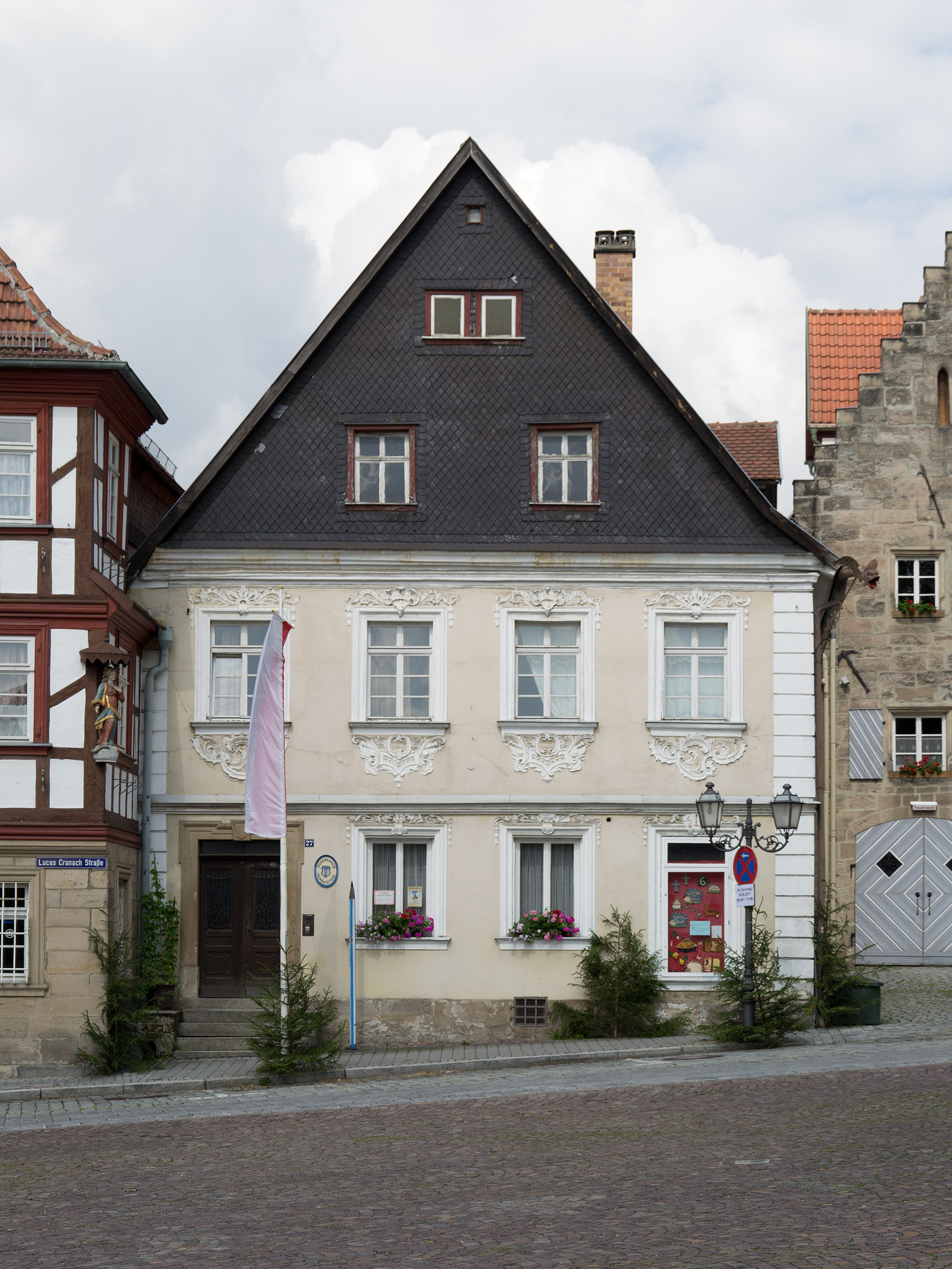
Das sogenannte Fiedlershaus mit der Podersamer Heimatstube

Die Nachkriegszeit war durch die Nähe zur innerdeutschen Grenze und den Verlust sämtlicher Geschäftsverbindungen in die Regionen Mitteldeutschlands geprägt, die bis dahin günstig gelegene Rohstoffquellen und wichtige Absatzmärkte für den Raum Kronach darstellten. Zahlreiche Arbeitsplätze im benachbarten Thüringen und Arbeitskräfte von dort fielen weg. Wasser- und Stromversorgung mussten neu organisiert werden, da die bestehenden grenzüberschreitenden Versorgungsleitungen gekappt worden waren.
Die Einwohnerzahl der Stadt Kronach erhöhte sich zwischen 1945 und 1970 durch die Integration einer großen Zahl von Heimatvertriebenen von etwa 6500 auf über 10.000 Personen. Im Zuge der Gebietsreform in Bayern wuchs die Zahl der Stadtbewohner durch die Eingliederung von insgesamt 13 bis dahin selbstständigen Gemeinden von 1971 bis 1980 auf etwa 18.500 Personen an. Als erste Gemeinde schloss sich im Jahr 1971 Knellendorf freiwillig der Stadt Kronach an, zuletzt wurde im April 1980 Neuses zwangsweise eingemeindet, nachdem der Bayerische Verfassungsgerichtshof eine Klage der Gemeinde gegen den Verlust ihrer Selbstständigkeit abgewiesen hatte. Ab den 1990er Jahren war die Einwohnerzahl rückläufig; sie stabilisierte sich in der ersten Hälfte der 2010er Jahre auf einem Niveau von etwa 16.800 Personen.
Am 7. August 1955 übernahm Kronach die Patenschaft für die ehemaligen Bewohner der sudetendeutschen Stadt und des Heimatkreises Podersam, die aus ihrer Heimat vertrieben worden waren. In einer Urkunde wurde den Vertriebenen Kronach als „zweite Heimat und Hauptort der Pflege und Wahrung heimatlicher Überlieferung und Kultur“ garantiert. Im Jahr 1986 wurden von der Stadt mehrere Räume in dem Gebäude Lucas-Cranach-Straße 27 zur Verfügung gestellt; dort sind in der sogenannten Podersamer Heimatstube Geschichte und Kultur des Kreises Podersam und seiner ehemaligen Bewohner dokumentiert.

#### Städtepartnerschaften
Kronach unterhält Städtepartnerschaften mit drei europäischen Städten und Gemeinden. Die erste Partnerschaft wurde am 31. August 1990 mit der Stadt Hennebont in Frankreich geschlossen. Die Initiative hierfür ging vor allem von der Bevölkerung aus, denn obwohl der Bürgermeister und der Stadtrat in den 1980er Jahren durchaus an der Partnerschaft mit einer französischen Stadt interessiert waren, gab es gegen das in der Bretagne im Westen Frankreichs gelegene Hennebont zunächst Vorbehalte aufgrund der relativ großen Entfernung von über 1300 km und des kommunistischen Bürgermeisters. Nachdem im Februar 1986 eine offizielle Delegation aus Hennebont Kronach besucht hatte, entwickelten sich zunehmend freundschaftliche Beziehungen zwischen Privatleuten, Schulen und Vereinen, die Stadtspitze stand der Partnerschaft jedoch weiterhin ablehnend gegenüber. Erst nach der Wahl Manfred Raums zum neuen Ersten Bürgermeister im Jahr 1990 wurde ein Partnerschaftsvertrag mit der französischen Stadt unterzeichnet.
Zweite Partnerstadt wurde im Jahr 1994 Kiskunhalas in Ungarn. Auch diese Partnerschaft entstand ursprünglich durch private Kontakte: Während einer Urlaubsreise nach Ungarn lernte ein Kronacher Berufsschullehrer dort über gemeinsame Bekannte einen ungarischen Berufskollegen kennen. Aus dieser Begegnung entwickelte sich 1989 zunächst eine Schulpartnerschaft, die erste einer bayerischen Berufsschule mit einer ungarischen Bildungseinrichtung. Diese Partnerschaft wurde am 22. Oktober 1994 mit der Unterzeichnung der entsprechenden Urkunde in Kiskunhalas zu einer offiziellen Städtepartnerschaft ausgebaut.
Die dritte Partnerschaft mit der Gemeinde Rhodt unter Rietburg in Deutschland wurde im Jahr 2001 offiziell beurkundet; die Beziehungen zwischen den beiden Orten bestehen jedoch bereits seit dem Jahr 1951.

## 21. Jahrhundert

### Landesgartenschau 2002

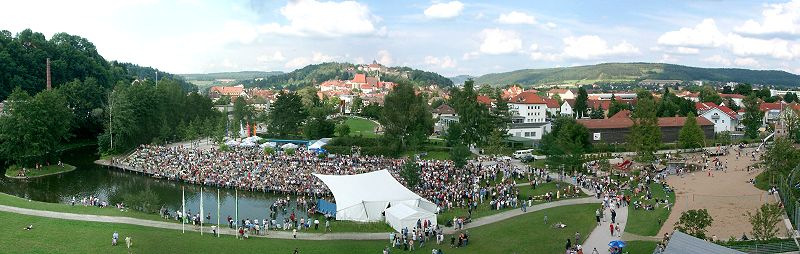
Landesgartenschau 2002

Am 26. April 2002 wurde die Landesgartenschau in Kronach eröffnet, die Vorbereitungen begannen jedoch bereits Ende der 1980er Jahre. Mit dem Projekt sollte ein inmitten der Stadt an der Haßlach gelegenes Areal renaturiert werden, das bis in die 1990er Jahre als Gewerbegebiet diente und umfangreich mit Schadstoffen belastet war. Hierfür mussten zunächst die dort ansässigen Unternehmen in neu ausgewiesene Gewerbegebiete in den Gemeindeteilen Neuses und Knellendorf umgesiedelt und die Grundstücke, die sich zum Großteil nicht im Eigentum der Stadt befanden, erworben werden. Danach folgte die Beseitigung der Altlasten, die sich als deutlich umfangreicher erwies als ursprünglich angenommen. Die eigentlichen Arbeiten für die Landesgartenschau begannen Ende November 1999. Von ihrer Eröffnung bis zum 6. Oktober 2002 zählte die Veranstaltung 630.000 Besucher. Ein Großteil des Geländes dient heute als stadtnahes Erholungsgebiet.

### Hochschulstandort

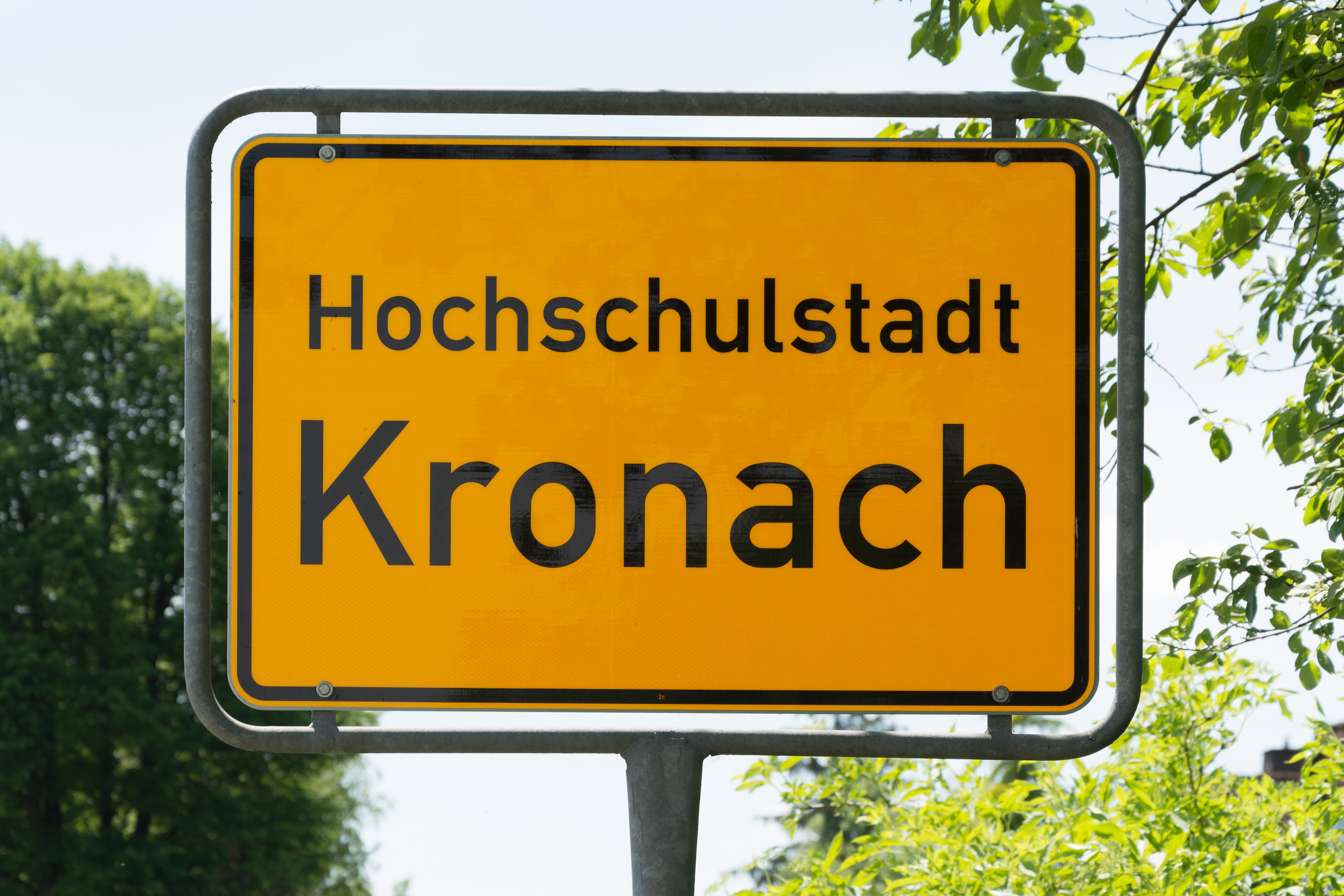
Ortstafel der Hochschulstadt Kronach

Bereits seit dem Jahr 2010 gab es in der Kronacher Lokalpolitik wiederholt Bemühungen zur Ansiedlung einer bayerischen Behörde oder einer staatlichen Dienstleistungseinrichtung im Raum Kronach. Der damalige bayerische Ministerpräsident Horst Seehofer erteilte der Verlagerung einer Behörde aus der Landeshauptstadt München nach Kronach im April 2013 jedoch eine Absage. Im August 2013 verkündete der damalige bayerische Finanzminister Markus Söder, dass stattdessen ein Teil des Fachbereichs Finanzwesen der Fachhochschule für öffentliche Verwaltung und Rechtspflege vom bisherigen Standort in Herrsching am Ammersee nach Kronach verlegt werden sollte. Beabsichtigt war die Schaffung von 200 Studienplätzen für zukünftige bayerische Finanzbeamte. Für den Bau der neuen Fachhochschule erwarb der Freistaat das inmitten der Stadt gelegene ehemalige Gelände eines Baumarktes, der im Frühjahr 2017 in ein Gewerbegebiet am Stadtrand umgezogen war. Im Januar 2020 kündigte Markus Söder, der im März 2018 als Nachfolger von Horst Seehofer zum Ministerpräsidenten gewählt worden war, verschiedene Maßnahmen zur Stärkung vor allem der ländlichen Regionen Bayerns an. Dazu sollen mehrere Behörden aus dem Umfeld der Landeshauptstadt an neue Standorte verlegt werden. Auch die Ausbildung bayerischer Finanzbeamter soll vom bisherigen Standort in Herrsching nun vollständig nach Kronach verlagert werden, sodass statt der zunächst geplanten 200 nun 600 Studienplätze entstehen sollen. Die höheren Studierendenzahlen erfordern Umplanungen beim Bau der Hochschule, wodurch sich deren ursprünglich für das Jahr 2022 vorgesehene Eröffnung mindestens bis zum Wintersemester 2030/2031 verschieben wird.
Seit dem Frühjahr 2016 wird von der Fachhochschule Coburg in Zusammenarbeit mit Partnern aus Wirtschaft und Industrie in Kronach der Masterstudiengang Zukunftsdesign angeboten. Bei dem zunächst als Experiment gestarteten Studiengang sollen die aus unterschiedlichen Fachrichtungen stammenden Studierenden, die bereits einen ersten Hochschulabschluss besitzen, die Umsetzung neuer Ideen von der Konzeptphase in die Praxis erlernen. Im Frühjahr 2021 folgte der Masterstudiengang „Autonomes Fahren“, zum Wintersemester 2021/22 der von der Fachhochschule Hof angebotene Bachelor-Studiengang „Innovative Gesundheitsversorgung“. Geplant ist die Einrichtung eines Campus mit bis zu 1000 Studierenden.

### Autonomes Fahren

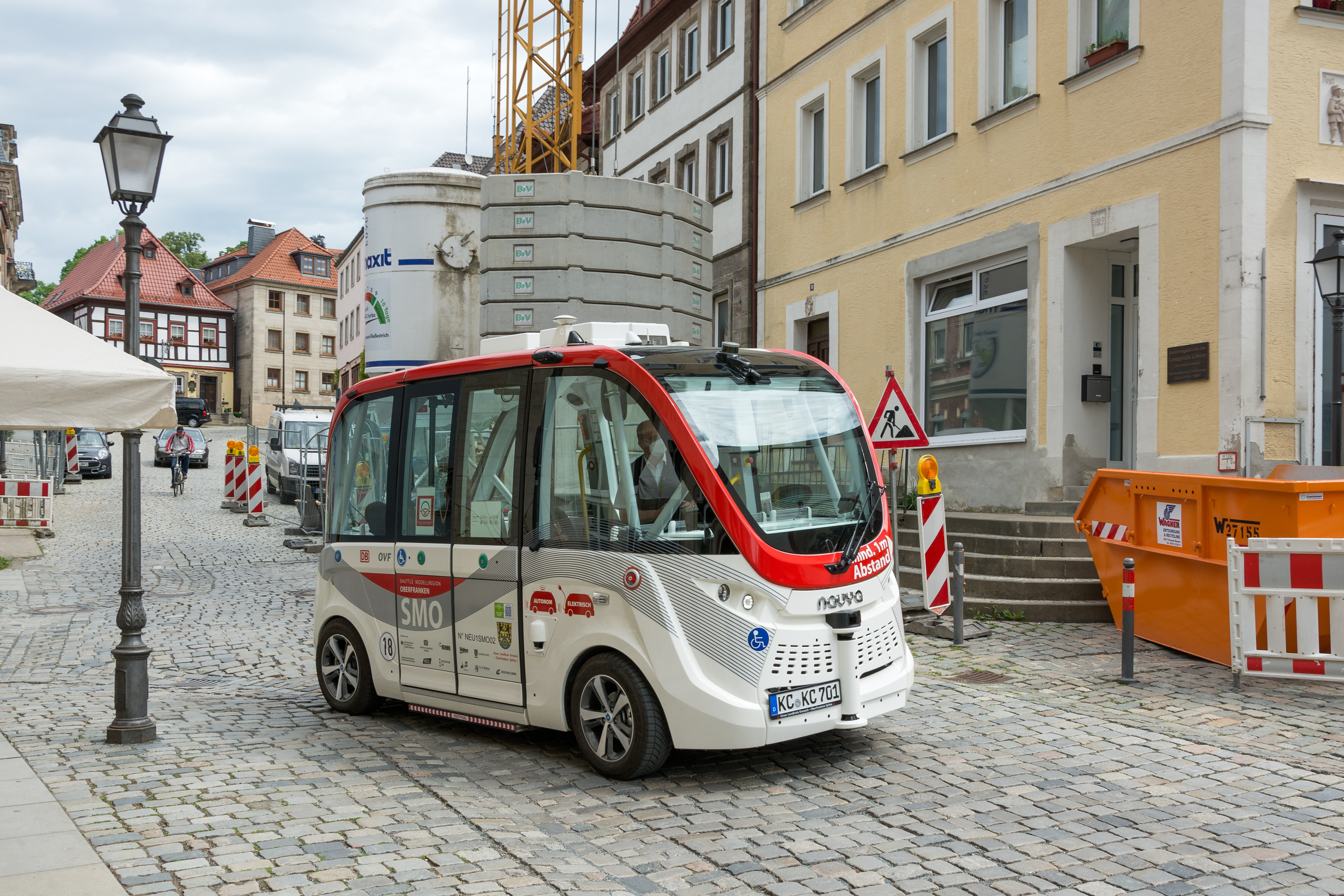
Autonom fahrendes elektrisches Shuttle des französischen Herstellers Navya in der Amtsgerichtsstraße

Neben den Städten Hof und Rehau wurde Kronach im Jahr 2020 Testgebiet für die Erprobung autonomer Fahrzeuge im öffentlichen Straßenverkehr. Die elektrisch angetriebenen Shuttles wurden zunächst mit begleitendem Sicherheitspersonal und ohne Fahrgäste auf einem vierspurig ausgebauten Teilstück der Bundesstraße 173 zwischen der Kernstadt und dem Stadtteil Neuses und später im Stadtgebiet selbst getestet. Ab Herbst 2020 wurden die beiden Fahrzeuge – aufgrund der COVID-19-Pandemie wiederum ohne Passagiere – auf einem drei Kilometer langen Rundkurs erprobt, der vom Bahnhof durch das Stadtgebiet zur Festung Rosenberg und zurückführt. Die Beförderung von Fahrgästen auf dieser Strecke begann im Juni 2021. Im Herbst 2024 wurde das Projekt aus Kostengründen beendet.